# Lijst van afleveringen van Family Matters
Dit is een lijst met afleveringen van de Amerikaanse televisieserie Family Matters. De serie telt 9 seizoenen.

## Seizoen 1
| Nr. serie | Aflevering | Titel                       | Regisseur       | Schrijver                        | Uitzenddatum      |  |
| --- | ---------- | --------------------------- | --------------- | -------------------------------- | ----------------- |  |
| 1 | 1          | The Mama Who Came to Dinner | Joel Zwick      | William Bickley & Michael Warren | 22 september 1989 |  |
| Estelle, de moeder van Harriette, komt inwonen en waant zichzelf familiehoofd waardoor zij alle beslissingen neemt. Hierdoor ontstaan er binnen het gezin Winslow heel wat strubbelingen en ruzies. Eddie mag bijvoorbeeld van zijn vader niet naar een feestje, maar wel van zijn grootmoeder. Carl en Estelle komen tot een consensus: Eddie mag gaan op voorwaarde dat zij niet langer de baas speelt.                                                                            |            |                             |                 |                                  |                   |  |
| 2 | 2          | Two-Income Family           | James O'Keefe   | Robert Blair                     | 29 september 1989 |  |
| Op advies van Carl vraagt Harriette aan haar baas opslag, maar dat leidt tot haar ontslag. Hierdoor moet het gezin Winslow het met een inkomen minder doen. Eddie wil nieuwe modieuze schoenen, maar Carl is van mening dat zijn zoon een baantje moet zoeken om deze schoenen zelf te kunnen betalen. |            |                             |                 |                                  |                   |  |
| 3 | 3          | Short Story                 | Joel Zwick      | William Bickley & Michael Warren | 6 oktober 1989    |  |
| Rachel heeft een kortverhaal geschreven over de familieleden. Niet iedereen is opgezet. Zo ontstaat er zelfs een tijdelijke breuk tussen Rachel en haar moeder Estelle. Carl wil dat men bespaart op waterverbruik. Eddie tracht een meisje te versieren, niet wetende dat zij een jaloerse vechtersbaas als vaste vriend heeft. |            |                             |                 |                                  |                   |  |
| 4 | 4          | Rachel's First Date         | John Bowab      | Sally Lapiduss & Pamela Eells    | 13 oktober 1989   |  |
| Rachel is zenuwachtig en voelt zich ook schuldig omdat ze een afspraak heeft; de eerste nadat haar man gestorven is. |            |                             |                 |                                  |                   |  |
| 5 | 5          | Straight A's                | John Bowab      | Geoff Gordon & Gordon Lewis      | 20 oktober 1989   |  |
| Tot ieders verbazing heeft Eddie op school voor al zijn vakken een "A" gekregen. Rodney, een andere leerling, heeft echter als grap alle rapporten van zijn klas vervangen door een vervalsing. Wanneer Eddie zijn echte rapport moet laten zien, denkt hij dat zijn vader teleurgesteld is. Laura vindt dat men haar in het algemeen te weinig punten heeft gegeven. |            |                             |                 |                                  |                   |  |
| 6 | 6          | Basketball Blues            | James O'Keefe   | Barry Gold                       | 3 november 1989   |  |
| Carl dwingt Eddie om lessen basketbal te volgen, maar de jongen wil dit totaal niet. Daarop nodigt Carl een bekende basketballer uit om Eddie te overtuigen, maar daardoor heeft Eddie nog minder zin. Harriette biecht op dat ze Eddie en de basketballer stiekem had gevraagd om deze ontmoeting zo te laten uitdraaien zodat Carl beseft dat hij zijn dromen niet mag uitwerken op zijn zoon. Rachel wil meer koken voor het gezin, maar haar kookkunsten zijn niet bijster goed. |            |                             |                 |                                  |                   |  |
| 7 | 7          | Body Damage                 | James O'Keefe   | Ken Kuta                         | 10 november 1989  |  |
| Carl brengt een oude politiewagen uit de jaren 1940 mee naar huis waarmee hij kortelings moet rijden in een parade. Ondanks hij verbiedt dat iemand met de wagen rijdt, doen Harriette en Rachel toch een rit waarbij de auto beschadigd wordt. |            |                             |                 |                                  |                   |  |
| 8 | 8          | Mr. Badwrench               | John Bowab      | Alan Eisenstock & Larry Mintz    | 17 november 1989  |  |
| Er dient een nieuwe douche geplaatst te worden. Tegen advies van Harriette in om dit door een loodgieter te laten doen, plaatst Carl deze met zijn zoon Eddie. Dit loopt uit op een fiasco. Rachel is er zeker van dat haar baby Richie zijn eerste woord heeft gezegd. |            |                             |                 |                                  |                   |  |
| 9 | 9          | Stake-Out                   | James O'Keefe   | Sally Lapiduss & Pamela Eells    | 24 november 1989  |  |
| Carl heeft op zijn werk een nieuwe partner: een sexy vrouw. Wanneer Carl met deze vrouw op undercover moet in een motel, denkt Harriette dat haar man overspel zal plegen. Ze neemt Rachel en Estelle mee om hem te betrappen. Rachel wordt gegijzeld door de criminelen. Estelle kan de criminelen overmeesteren dankzij haar kennis van judo. |            |                             |                 |                                  |                   |  |
| 10 | 10         | False Arrest                | Peter Baldwin   | Barry Gold                       | 1 december 1989   |  |
| De populaire acteur Buddy Goodrich plaatst zijn auto op een parkeerplaats voor gehandicapten. Wanneer Carl een boete uitschrijft, wordt hij fysiek aangevallen door Buddy. Buddy moet daardoor voor de rechtbank verschijnen. Om zijn imago te redden, tracht hij Carl om te kopen met dure cadeaus. Carl weigert. De aanklacht tijdens het proces is dan ook de boete, de aanval en poging tot omkoping wat resulteert in een hoge boete en een alternatieve werkstraf.             |            |                             |                 |                                  |                   |  |
| 11 | 11         | The Quilt                   | Peter Baldwin   | David Scott Richardson           | 8 december 1989   |  |
| Tijdens een garageverkoop verkoopt Laura een ring aan een antiquair. Dan blijkt dat de ring eigendom is van Estelle en behoort tot een erfenis: de ring gaat al generaties over op de oudste nog levende dochter. Zo zal Harriette de ring erven wanneer Estelle sterft en wordt Laura de daaropvolgende eigenares. Laura kan de antiquair overtuigen om de ring terug te kopen voor hetzelfde bedrag. Rachel vindt haar saxofoon terug, tot ergernis van de rest van de familie.    |            |                             |                 |                                  |                   |  |
| 12 | 12         | Laura's First Date          | Richard Correll | William Bickley & Michael Warren | 15 december 1989  |  |
| Omdat Laura geen danspartner heeft voor het schoolbal zoeken Eddie en Carl, zonder het van elkaar te weten, naar een partner voor haar. Carl komt zo uit bij Steve Q. Urkel, een beslissing die hij zich nog lang zal verwijten. Laura vindt uiteindelijk zelf iemand: Mark. Omdat Carl noch Eddie hiervan op de hoogte zijn, dagen ook hun kandidaten op. Eerste aflevering met Jaleel White als Steve Q. Urkel                                                                     |            |                             |                 |                                  |                   |  |
| 13 | 13         | Man's Best Friend           | Richard Correll | Robert Blair                     | 5 december 1989   |  |
| De kinderen worden tijdens de wandeling van school naar huis al enige tijd gevolgd door een hond. Ondanks Carl verbiedt om dit zwervend dier te verzorgen, geraakt hij er toch aan gehecht. Wanneer duidelijk wordt dat het niet over een straathond gaat, moet het gezin de hond teruggeven aan zijn eigenaar. |            |                             |                 |                                  |                   |  |
| 14 | 14         | Baker's Dozen               | James O'Keefe   | Ken Kuta                         | 12 december 1989  |  |
| Een lokaal restaurant wil Carls recept voor limoentaart kopen. Harriette is van mening dat ze dat recept niet mogen prijsgeven en gaat een contract aan met het restaurant om deze taart voor hen te bakken. Dan krijgt de familie een enorme bestelling die ze contractueel gezien in 48 uur moet leveren. Wanneer Steve Urkel zich ook nog komt moeien, ontaardt dit in een groot taartgevecht.                                                                                    |            |                             |                 |                                  |                   |  |
| 15 | 15         | The Big Reunion             | Richard Correll | Alan Eisenstock & Larry Mintz    | 19 december 1989  |  |
| Op vraag van Carl heeft Rachel een dieetplan opgesteld. Dat dieet is moeilijker dan gedacht en Carl eet stiekem toch andere dingen. De andere familieleden doen er alles aan zodat Carl zich aan het dieet houdt. |            |                             |                 |                                  |                   |  |
| 16 | 16         | The Party                   | Richard Correll | Ken Kuta                         | 2 december 1989   |  |
| Carl, Rachel en Estelle moeten naar een verjaardagsfeest. De kinderen zijn niet uitgenodigd. Ondanks verbod om vrienden uit de nodigen, komt Rodney op bezoek met pizza. Hij heeft enkele vrienden bij en eer de Winslows het beseffen, is er een heus feestje aan de gang. |            |                             |                 |                                  |                   |  |
| 17 | 17         | The Big Fix                 | Richard Correll | Sally Lapiduss & Pamela Eells    | 9 december 1989   |  |
| Eddie vraagt Steve om bijles algebra te geven. Steve gaat akkoord op voorwaarde dat Eddie een date regelt tussen hem en Laura. Om er zeker van te zijn dat deze date zal plaatsvinden, vraagt Steve Eddies toegangskaartje voor Prince als onderpand. De date wordt een regelrechte ramp. Carl tracht tevergeefs een stoel te repareren. |            |                             |                 |                                  |                   |  |
| 18 | 18         | Sitting Pretty              | Richard Correll | Ken Kuta                         | 23 december 1989  |  |
| Laura en enkele van haar vriendinnen houden een "babysitavond" om zakgeld te verdienen. Wanneer de vriendinnen Laura in de steek laten voor een optreden van Paula Abdul, moeten Laura, Judy, Eddie en Steve al deze kinderen opvangen. Daarbij komt dat die avond de baas van Carl bij hen komt dineren. |            |                             |                 |                                  |                   |  |
| 19 | 19         | In a Jam                    | Richard Correll | Alan Eisenstock & Larry Mintz    | 16 maart 1990     |  |
| Urkel vraagt Eddie om hem te beschermen tegen Bull, een pester die hem dagelijks zijn lunchgeld afneemt. Eddie denkt dat Steve aandacht vraagt tot wanneer Rodney effectief getuige is van een incident tussen Steve en Bull waarbij Steve gewond geraakt. Carl verijdelt een bankoverval. |            |                             |                 |                                  |                   |  |
| 20 | 20         | The Candidate               | James O'Keefe   | Barry Gold                       | 23 maart 1990     |  |
| Eddie wil klasverantwoordelijke worden en schakelt de hulp in van Laura. Laura en Rodney starten een lastercampagne tegen Margie, Eddies concurrente. Eddie besluit na een debat dat Margie meer geschikt is voor deze taak. Rachel tracht alles te recycleren. |            |                             |                 |                                  |                   |  |
| 21 | 21         | Bowl Me Over                | Richard Correll | Robert Blair                     | 20 april 1990     |  |
| De familie Winslow en Steve gaan bowlen. De uitslag is redelijk verrassend en Harriette beweert dat ze Carl liet winnen. Daarop wordt een tweede spel gespeeld met twee teams: Carl, Eddie en Steve tegen Laura, Rachel en Harriette. Dit ontaardt uiteindelijk in een ruzie die moet worden stopgezet door Estelle. |            |                             |                 |                                  |                   |  |
| 22 | 22         | Rock Video                  | Richard Correll | Geoff Gordon & Gordon Lewis      | 27 april 1990     |  |
| Eddie en zijn muziekgroepje maken een videoclip voor een wedstrijd. Omdat Steve verklapt dat de clip zich enkel focust op Eddie haken de andere leden af. Daarop beslist Eddie om een nieuwe clip te maken met zijn ganse familie. Carl tracht zijn belastingsformulier in te vullen en weigert de hulp van zijn broer Calvin die hier expert in is. |            |                             |                 |                                  |                   |  |

## Seizoen 2
Vanaf dit seizoen is Steve Urkel een hoofdpersonage in de serie.
| Nr. serie | Aflevering | Titel                                   | Regisseur       | Schrijver                       | Uitzenddatum      |  |
| --- | ---------- | --------------------------------------- | --------------- | ------------------------------- | ----------------- |  |
| 23 | 1          | Rachel's Place                          | Richard Correll | David W. Duclon & Gary Menteer  | 21 september 1990 |  |
| Steve heeft per ongeluk een jeugdcafé afgebrand. Rachel wil op die locatie een eettent openen en vraagt Carl en Harriette naar kapitaal. Carl heeft net geïnvesteerd in aandelen, dus zij hebben het geld niet. Dankzij Estelle geraakt Rachel wel aan het nodige bedrag en wordt de zaak niet veel later geopend. |            |                                         |                 |                                 |                   |  |
| 24 | 2          | Torn Between Two Lovers                 | Gary Menteer    | Janet Lynne Jackson             | 21 september 1990 |  |
| Steve Urkel denkt dat Rachel op hem verliefd is. Echter, Rachel gaat uit met iemand die ook Steve noemt. Wanneer Steve Urkel dat verneemt, richt hij zijn pijlen terug op Laura. |            |                                         |                 |                                 |                   |  |
| 25 | 3          | Marriage 101                            | Richard Correll | Sally Lapiduss & Pamela Eells   | 28 september 1990 |  |
| Voor een schoolproject over het huwelijk moeten Steve en Laura een "getrouwd koppel" vormen voor enkele dagen. Steve tracht de goede huisvader te zijn, maar een geërgerde Laura stuurt hem weg. Harriette vindt dat Laura juist blij moet zijn met de aandacht die Steve haar geeft. Zelf mist ze aandacht en romantiek. Wanneer Carl dat verneemt, belooft hij om beter te doen. |            |                                         |                 |                                 |                   |  |
| 26 | 4          | Flashpants                              | Gerren Keith    | Stephen Langford                | 5 oktober 1990    |  |
| Carl en Harriette nemen deel aan een lokale danswedstrijd. Hun grote rivalen zijn Charlie Carnellie en zijn vrouw. Tijdens de wedstrijd krijgt Carl een verschot in zijn rug, iets waar hij al langer last van had. Op datzelfde moment verstuikt Charlie zijn voet aan een stoel. Net wanneer Charlie de wedstrijd wil opgeven, gaat Carl met de jury praten om de uitslag als "gelijkspel" te quoteren. |            |                                         |                 |                                 |                   |  |
| 27 | 5          | The Crash Course                        | Gary Menteer    | Manny Basanese                  | 12 oktober 1990   |  |
| Eddie is gezakt voor zijn rijexamen. Uit schaamte verzwijgt hij dit voor zijn vriendin en neemt hij toch de auto om op stap te gaan. Bij thuiskomst verliest Eddie controle over het stuur en botst tegen de woning. Omdat Eddie vreest een zware straf te krijgen van zijn vader, neemt Steve de schuld op zich. Dit leidt ertoe dat de ouders van Steve beslissen om hun zoon naar de militaire school te sturen. Eddie biecht dan de waarheid op. |            |                                         |                 |                                 |                   |  |
| 28 | 6          | Boxcar Blues                            | Mark Linn-Baker | Fred Fox, Jr.                   | 19 oktober 1990   |  |
| De lokale politie heeft beslist dat elk lid een gewone burger 1 dag mee op patrouille mag nemen. Omdat Eddie zich focust op een carrière als professioneel model, neemt Carl Steve mee. Aan een spoorweg betrapt Carl iemand die wil inbreken in een goederenwagon. Door toedoen van Steve geraakt hij tezamen met Carl opgesloten in die wagon. Eddie wordt afgewezen als model en moet zijn toekomstplannen herzien. |            |                                         |                 |                                 |                   |  |
| 29 | 7          | Dog Day Halloween                       | Gerren Keith    | David W. Duclon & Fred Fox, Jr. | 26 oktober 1990   |  |
| Het bankkantoor wordt overvallen. Steve en Laura zijn toevallig daar en worden met enkele andere personen gegijzeld. Steve, gedreven door zijn fantasie, tracht de overvaller te overmeesteren, wat faliekant misloopt. Nadat de overvaller door de politie is overmeesterd, bedankt Carl Steve om zijn dochter in bescherming te nemen. |            |                                         |                 |                                 |                   |  |
| 30 | 8          | Cousin Urkel                            | Gary Menteer    | Sally Lapiduss & Pamela Eells   | 2 november 1990   |  |
| Op aanraden van Eddie zingt Steve elke avond een serenade. Dit ergert de buurtbewoners in zulke mate dat Steve door zijn ouders naar familie in Mississippi wordt gestuurd. De Winslows denken enkele weken rust te hebben, niet wetende dat Steves nichtje Myrtle voor die periode overkomt. Myrtle is van karakter idem aan Steve. Laura probeert wraak te nemen op haar broer door Myrtle aan Eddie te proberen koppelen. Ze geeft Myrtle ook het advies om elke avond dezelfde serenade te zingen voor Eddie. Eerste aflevering waar Jaleel White het personage Myrtle Urkel speelt.                                  |            |                                         |                 |                                 |                   |  |
| 31 | 9          | Dedicated to the One I Love             | Gary Menteer    | Sara V. Finney & Vida Spears    | 9 november 1990   |  |
| Harriette betrapt Carl met Loretta, hun nieuwe buurvrouw, in een compromitterende situatie. Hij vindt dat er niets aan de hand is, maar Harriette en Estelle zijn van mening dat Loretta een nymfomane is. Uiteindelijk beseft Carl dat zijn vrouw en schoonmoeder gelijk hebben. Laura wil een schuchtere klasgenoot laten openbloeien en hem lid maken van interessante clubs om zo vrienden te maken. Steve moeit zich en overtuigt de jongen om lid te worden bij de saaie schaakclub waar enkel nerds lid zijn. |            |                                         |                 |                                 |                   |  |
| 32 | 10         | The Science Project                     | Gary Menteer    | Sally Lapiduss & Pamela Eells   | 16 november 1990  |  |
| Laura droomt dat ze een schoolproject moet maken met Steve. Voor dat project heeft Steve een atoombom ontwikkeld. Deze bom dreigt nu te ontploffen. |            |                                         |                 |                                 |                   |  |
| 33 | 11         | Requiem for an Urkel                    | Joel Zwick      | David W. Duclon                 | 23 november 1990  |  |
| Nadat Willie Fuffner door Laura is afgewezen om naar het schoolbal te gaan, overtuigt hij iedereen om Laura ook niet te vragen. Daardoor is zij genoodzaakt om met Steve naar het bal te gaan. Er ontstaat een ruzie op het feest tussen Steve en Willie en er wordt beslist dat dit in een boksring moet worden uitgevochten. Daarom geven Carl en Eddie bokslessen aan Steve. Eerste aflevering met Shawn Harrison in de terugkerende rol van Waldo Geraldo Faldo |            |                                         |                 |                                 |                   |  |
| 34 | 12         | Fast Eddie Winslow                      | Gerren Keith    | Fred Fox, Jr.                   | 30 november 1990  |  |
| Eddie en Rodney zijn Boyd Higgins 250 Amerikaanse dollar schuldig nadat ze verloren zijn met een poolwedstrijd. Steve leent hen het geld, maar stelt Boyd voor een keuze met een nieuwe match. Indien Boyd wint, krijgt hij 500 Amerikaanse dollar, in het andere geval wordt de schuld kwijtgescholden. Wanneer Steve dreigt te winnen, breekt Boyd diens bril. Op dat ogenblik arriveren Carl en Estelle. Omdat niet werd afgesproken wie speelt, kunnen Carl en Estelle het spel uitspelen. Judy moet een boekbespreking maken van De Zwitserse familie Robinson, maar baseert zich op de film in plaats van het boek. |            |                                         |                 |                                 |                   |  |
| 35 | 13         | Have Yourself a Merry Winslow Christmas | Richard Correll | David W. Duclon                 | 21 december 1990  |  |
| Steve is alleen thuis tijdens de kerstperiode. Hij had gehoopt om kerstavond en kerstdag bij de familie Winslow door te brengen, maar dat gaat niet door nadat Steve een kerstversiering van Laura – gemaakt toen ze nog klein was – gebroken heeft. Steve heeft Richie ook verteld dat de kerstman "Freddy Teddy" brengt, een sprekende teddybeer, waardoor Carl genoodzaakt is om zulke beer te zoeken. Zodra Laura beseft dat Steve eenzaam is, haalt ze haar familie over waardoor de jongen wel wordt uitgenodigd. Ze zijn wel verbaasd dat Steve nog steeds in de kerstman gelooft.                                 |            |                                         |                 |                                 |                   |  |
| 36 | 14         | Ice Station Winslow                     | Richard Correll | Gary Menteer                    | 4 december 1990   |  |
| Eddie, Steve en Carl gaan ijsvissen. Nadat Carl door het ijs is gezakt, is het Steve die hem redt van de dood. Judy vindt dat Richie te veel aandacht krijgt. Uit wraak vernielt ze zijn pinguïnkostuum. |            |                                         |                 |                                 |                   |  |
| 37 | 15         | Son                                     | Gary Menteer    | José Rivera                     | 11 december 1990  |  |
| Omdat Eddie niet antwoordt op een vraag van Carl, verbreekt Carl het telefoongesprek tussen Eddie en zijn vriendin Jolene. Hierdoor ontstaat er een woordenruzie tussen Carl en Eddie waarbij Eddie huisarrest krijgt. Eddie gaat toch stiekem uit met Jolene maar wordt bij thuiskomst betrapt door zijn vader. Daardoor krijgt de jongen nog twee maanden extra huisarrest, waarop Eddie dreigt elders te gaan wonen. |            |                                         |                 |                                 |                   |  |
| 38 | 16         | Do the Right Thing                      | Gary Menteer    | Sally Lapiduss & Pamela Eells   | 18 december 1990  |  |
| Carl vindt een sieraad met een diamant ter waarde van 15.450 Amerikaanse dollar. Hij wil dit verkopen om met Harriette op reis te gaan: een cruise naar de Caraïben. Wanneer de eigenares opduikt – die ironisch genoeg net terug is van zulke reis – geeft Carl haar dit terug. Steve geeft Todd, de vriend van Laura, bijlessen. Omdat Steve jaloers is, geeft hij Todd opzettelijk een verkeerde uitleg. Hij krijgt berouw en zorgt er voor dat Todd toch nog een B krijgt. Laura zet de relatie stop omdat Todd enkel over basketbal praat.                                                                           |            |                                         |                 |                                 |                   |  |
| 39 | 17         | High Hopes                              | Gary Menteer    | Fred Fox, Jr. & Denise Snee     | 1 december 1990   |  |
| Om Carl zijn hoogtevrees te overwinnen, neemt Steve hem mee met een luchtballon. Wanneer Steve uit de luchtballon valt, kan Carl hem nog net op tijd redden. Estelle en Harriette winnen een auto met een radioquiz. Nu hebben ze ruzie wie de eigenares is. Uiteindelijk beslissen ze om de auto te verkopen en het geld te verdelen. |            |                                         |                 |                                 |                   |  |
| 40 | 18         | Life of the Party                       | Gary Menteer    | Janet Lynne Jackson             | 8 december 1990   |  |
| Op een feestje leert Steve de anderen de "Do the Urkel"-dans. Willie Fuffner, die door Steve werd vernederd, doet sterke drank in de punch van Steve. Een dronken Steve valt over de balkonafrastering, maar Laura kan hem redden. Willie moet naar de rechtbank omdat het consumeren van alcohol aan min 21-jarigen verboden is. |            |                                         |                 |                                 |                   |  |
| 41 | 19         | Busted                                  | Richard Correll | David W. Duclon & Fred Fox, Jr. | 15 december 1990  |  |
| Eddie, nog steeds niet in het bezit van een rijbewijs, neemt stiekem de auto mee. Uiteraard beschadigt hij deze opnieuw. Om snel aan geld te geraken, gaat hij met Steve naar een illegaal casino. Net wanneer Steve 32.000 Amerikaanse dollar wint, valt de politie binnen. Carl gooit per ongeluk de assen van een gecremeerde overtante van Harriette weg. |            |                                         |                 |                                 |                   |  |
| 42 | 20         | Fight the Good Fight                    | Gary Menteer    | Sara V. Finney & Vida Spears    | 1 maart 1991      |  |
| Laura en Steve krijgen racistische opmerkingen van hun blanke klasgenoten. Harriette moedigt Laura aan om te vechten waar zij zelf in gelooft. Carl tracht de stofzuiger te repareren ondanks Harriette aanmaande om een nieuwe te kopen. |            |                                         |                 |                                 |                   |  |
| 43 | 21         | Taking Credit                           | Richard Correll | David W. Duclon                 | 15 maart 1991     |  |
| Eddie vraagt Steve om een verhaal te schrijven voor een wedstrijd. In ruil zal Eddie hem meenemen op een kampeertocht, maar uiteindelijk neemt Eddie Rodney mee. |            |                                         |                 |                                 |                   |  |
| 44 | 22         | Finding the Words                       | Richard Correll | Fred Fox, Jr.                   | 22 maart 1991     |  |
| Jimmy Holmes komt Estelle bezoeken. Wanneer Carl verneemt dat de man in werkelijkheid Jimmy Baines is, is de gehele familie verrast. Jimmy Baines is namelijk de vader van Rachel en Harriette die zijn vrouw Estelle lang geleden in de steek liet. Estelle had haar kinderen altijd gezegd dat Jimmy was gestorven tijdens de oorlog in Korea. Harriette wil Jimmy niet vergeven en hem evenmin zien. Rachel is van mening dat ze nu wel de kans hebben om hun vader te leren kennen. |            |                                         |                 |                                 |                   |  |
| 45 | 23         | Skip to My Lieu                         | Richard Correll | Charlene Seeger                 | 1 april 1991      |  |
| In de hoop promotie te krijgen, heeft Carl zijn baas luitenant Murtaugh een uitstap belooft met Rachel. Steve tracht het hart van Laura te winnen met een sieraad. Echter, Rachel en Laura laten hen zitten waardoor Murtaugh en Steve die avond samen doorbrengen. |            |                                         |                 |                                 |                   |  |
| 46 | 24         | The Good the Bad and the Urkel          | Richard Correll | Sally Lapiduss & Pamela Eells   | 26 april 1991     |  |
| Er is een dispuut tussen Carl en de familie Urkel over diens stinkende mesthoop. De volgende nacht heeft Carl een droom over hoe hij als cowboy uit het Wilde Westen wraak neemt op de familie Urkel in een schietduel. |            |                                         |                 |                                 |                   |  |
| 47 | 25         | I Should Have Done Something            | Richard Correll | David W. Duclon                 | 3 mei 1991        |  |
| Carl voelt zich schuldig omdat hij niet kon beletten dat een overvaller een van de gegijzelden doodde. Wanneer Carl diens graf bezoekt, ontmoet hij de weduwe. Zij neemt Carl niets kwalijk: het is enkel de overvaller die schuldig is. Steve heeft tickets voor een optreden van Johnny Gill. Daar Laura fan van hem is, hoopt Steve op een date. Laura gaat akkoord op voorwaarde dat Steve de uitstap niet mag aanzien als een echte date. |            |                                         |                 |                                 |                   |  |

## Seizoen 3
| Nr. serie | Aflevering | Titel                        | Regisseur       | Schrijver                       | Uitzenddatum      |  |
| --- | ---------- | ---------------------------- | --------------- | ------------------------------- | ----------------- |  |
| 48 | 1          | Boom!                        | Richard Correll | David W. Duclon                 | 21 september 1991 |  |
| Steve neemt het op voor een Orang-oetan die zal worden gebruikt voor wetenschappelijk onderzoek. Carl en luitenant Murtaughy trachten een bom te ontmantelen, maar komen vast te zitten. |            |                              |                 |                                 |                   |  |
| 49 | 2          | Brain Over Brawn             | Richard Correll | Fred Fox, Jr.                   | 27 september 1991 |  |
| Steve en een klasgenoot willen indruk maken op Laura door te touwklimmen tijdens de gymles. Wanneer Steve niet slaagt, zegt Laura hem dat hij zijn hersens moet gebruiken. Daarbij komt Steve op het idee om een jetpack te ontwerpen. Carl en Eddie repareren het dak, maar Carl breekt zijn armen en benen na een val. Op het einde van de aflevering gebruikt Steve het jetpack om uit Chicage weg te vluchten. Hij stort neer bij de familie Lamberts in de aflevering "The Dance" uit de serie Step by Step. |            |                              |                 |                                 |                   |  |
| 50 | 3          | The Show Must Go On          | John Tracey     | Gary M. Goodrich                | 4 oktober 1991    |  |
| Het schooltoneel brengt Romeo en Juliet. Wanneer Romeo een appendicitis krijgt, neemt Steve de rol over. De opvoering wordt een ramp. Carl krijgt een semafoon, maar zijn baas roept hem enkel op voor onbelangrijke taken. |            |                              |                 |                                 |                   |  |
| 51 | 4          | Words Hurt                   | John Tracy      | David W. Duclon & Fred Fox, Jr. | 11 oktober 1991   |  |
| Hariette en Rachel huren een hypnotiseur in om te achterhalen waarom Steve Carl steeds aanvalt tijdens het slaapwandelen. Blijkbaar had Steve enige tijd geleden een modelschip van Carl vernietigd en had deze laatste gezegd om voorgoed te verdwijnen. |            |                              |                 |                                 |                   |  |
| 52 | 5          | Daddy's Little Girl          | Richard Correll | Sara V. Finney & Vida Spears    | 18 oktober 1991   |  |
| Mike Forbes, de nieuwe, jonge collega van Carl, komt zich aan de familie voorstellen en wordt uitgenodigd voor het avondeten. Laura wordt onmiddellijk verliefd op de jongeman en verkleedt zich zeer sexy, zonder het zelf te beseffen belachelijk. Wanneer Carl haar met deze kledij uitlacht, voelt ze zich gekwetst. Steve is op reis naar Hawaii waar hij alles tracht te doen om een Hawaiaanse te ontvluchten. |            |                              |                 |                                 |                   |  |
| 53 | 6          | Citizens' Court              | John Tracy      | Regina Stewart                  | 25 oktober 1991   |  |
| Carl vertrapt toevallig Steven zijn Peruviaanse kever. Carl is van mening dat het “slechts een insect” is en doet verder niets. Omdat het insect een waarde heeft van 500 Amerikaanse dollar en Carl geen actie onderneemt, spant Steve een kortgeding aan. Tijdens het proces beseft Carl dat het er niet om doet of het over “slechts een insect” ging of niet maar wel over het bijhorende emotionele verdriet en of het deontologisch is om insecten te doden. |            |                              |                 |                                 |                   |  |
| 54 | 7          | Robo-Nerd                    | Richard Correll | Gary Menteer                    | 1 november 1991   |  |
| Urkel ontwikkelt een robot: “Urkelbot”, maar deze ontwikkelt zijn eigen artificiële intelligentie en doet er alles aan om Laura voor zich te winnen. Carl tracht de relatie tussen zijn moeder Estelle en haar vriend Fletcher te doen mislukken. |            |                              |                 |                                 |                   |  |
| 55 | 8          | Making the Team              | Richard Correll | David W. Duclon & Gary Menteer  | 8 november 1991   |  |
| Steve wil in het basketbalteam van zijn school, maar omdat iedereen vreest dat hij te onhandig is, wordt hij uiteindelijk “beheerder van attributen”. Laura is wel aangenomen als cheerleader bij het basketbalteam, maar omdat zij door kapitein Cassie aanzien wordt als nieuweling, krijgt ze nergens zeggenschap in. Tijdens een tornooi zijn er nogal wat blessures waardoor de coach genoodzaakt is Steve in te schakelen, die tot ieders verbazing het team doet winnen. Ondanks verbod van Cassie doet Laura haar nieuwe dans wat erg gesmaakt wordt door het publiek en de rest van het cheerleadersteam. Het komt zover dat Cassie aan de deur wordt gezet en Laura de nieuwe aanvoerster wordt. |            |                              |                 |                                 |                   |  |
| 56 | 9          | Born to Be Mild              | John Tracy      | Jim Geoghan                     | 15 november 1991  |  |
| “The Dragons”, een lokale bende, komt onrust stoken in de bistro van Rachel, maar worden tijdig buitengezet door Carl. Later op de avond keert de bende terug en vernielt zowat het gehele interieur. Carl wil wraak, maar Steve stelt voor om te infiltreren in de bende. Daarbij zal hij afluisterapparatuur dragen. Steve wint het vertrouwen en de leden biechten hem al hun misdaden op. |            |                              |                 |                                 |                   |  |
| 57 | 10         | The Love God                 | John Tracy      | Stephen Langford                | 22 november 1991  |  |
| Eddie heeft zijn zinnen op Vonda gezet, een meisje dat met zowat elke jongen uitgaat die haar vraagt. Wanneer Steve Vonda bijles geeft, vertelt hij haar dat ze mooi en intelligent genoeg is om op een ordentelijke manier uitgevraagd te worden. Carl en zijn overste worden ingeschakeld voor een undercoveroperatie maar dit vereist dat ze zich kleden als travestiet. |            |                              |                 |                                 |                   |  |
| 58 | 11         | Old and Alone                | Richard Correll | Stephen Langford                | 29 november 1991  |  |
| Steve tracht Laura te doen informeren dat haar nieuwe vriend slechte bijbedoelingen heeft, vandaar dat Laura Steve uit haar leven bant. Harriette zegt dat Laura’s attitude er kan voor zorgen dat ze “oud en eenzaam” zal worden. Die nacht heeft Laura een nachtmerrie. |            |                              |                 |                                 |                   |  |
| 59 | 12         | A Pair of Ladies             | John Tracy      | Fred Fox, Jr.                   | 6 december 1991   |  |
| Omdat er te weinig personeel is in Rachels bistro, springt Harriette in. Al snel laait er een discussie op tussen Rachel en Harriette over hoe de zaak te managen. Steve en Carl doen mee met een pokerspel. Luitenant Murtaugh is aan de winnende hand, maar wordt uiteindelijk door Steve verslagen. |            |                              |                 |                                 |                   |  |
| 60 | 13         | Choir Trouble                | James O'Keefe   | Mary M. Schwarze                | 20 december 1991  |  |
| Rachel wordt verkozen tot nieuwe dirigente van het kerkkoor. Steve wordt als eerste door haar uit het koor gezet omdat hij totaal niet kan zingen. Omdat Rachel te veeleisend is, haken de andere leden een na een af. Estelle overtuigt Rachel: bij God gaat het niet om de kwaliteit van de zang, maar wel dat de woorden die men “zingt” recht uit het hart komen. |            |                              |                 |                                 |                   |  |
| 61 | 14         | A Test of Friendship         | Richard Correll | Regina Stewart                  | 10 januari 1992   |  |
| Nadat Waldo bekent heeft dat hij, Eddie en Steve gespiekt hebben tijdens een test chemie, dreigt Steve van school gestuurd te worden. Eddie blijft volhouden dat hij niet heeft gespiekt, maar Laura zet hem voor een ultimatum. Er wordt herhaaldelijk ingebroken bij de familie Winslow. Uiteindelijk is het niet Carl, maar wel Harriette en Rachel die de dieven kunnen vangen. |            |                              |                 |                                 |                   |  |
| 62 | 15         | Jailhouse Blues              | Gary Menteer    | Sara V. Finney & Vida Spears    | 24 januari 1992   |  |
| Clarence, een rebelse neef van Harriette, komt inwonen en blijkt al snel een slechte invloed te hebben. Zo laat hij Eddie en Steve achter in een gestolen auto. Hierop wordt Clarence onmiddellijk terug naar zijn ouders gestuurd en moet Eddie voor de rest van het jaar gemeenschapswerk doen. |            |                              |                 |                                 |                   |  |
| 63 | 16         | Brown Bombshell              | John Tracy      | Sara V. Finney & Vida Spears    | 31 januari 1992   |  |
| Wanneer Estelle vertelt over de Tweede Wereldoorlog en de rol van haar overleden vechtpiloot toont Eddie geen interesse. Harriette vindt het gedrag van Eddie onrespectvol en vindt dat Estelle een toespraak moet houden op school tijdens de geschiedenislessen, tot groot ongenoegen van Eddie. Echter, zijn medeleerlingen zijn allen enthousiast. Steve zijn pennenvriendin, die in de gevangenis zat, is vrijgekomen. Zij zoekt hem op, maar aanziet Carl als zijnde Steve. |            |                              |                 |                                 |                   |  |
| 64 | 17         | Food, Lies and Videotape     | John Tracy      | Stephen Langford                | 7 februari 1992   |  |
| Steve schrijft zich in voor een cursus huishoudkunde, enkel en alleen omdat Laura deze ook volgt. Hij komt al snel tot de conclusie dat dit niets voor hem is. Ritchie vernielt de camera van Carl en biecht dit uiteindelijk op. Na herstelling beziet Carl de beelden en komt zo tot de vaststelling dat Eddy zijn tijd spendeert aan vriendin Vonda in plaats van zijn huiswerk voor school. |            |                              |                 |                                 |                   |  |
| 65 | 18         | My Broken-Hearted Valentine  | Richard Correll | Gary Menteer                    | 14 februari 1992  |  |
| Steve en Maxine trachten Laura te doen inzien dat Daniel slechte bijbedoelingen heeft. Laura is het echter beu dat anderen zich steeds moeien met haar liefdesleven. Echter, op Valentijnsdag tracht Daniel Laura op allerhande manieren te overtuigen om seks te hebben. |            |                              |                 |                                 |                   |  |
| 66 | 19         | Woman of the People          | Richard Correll | David W. Duclon & Gary Menteer  | 21 februari 1992  |  |
| Laura wil klasverantwoordelijke worden en haar tegenstandster is Cassie Lynn. Wanneer Laura valt, kan ze zich vasthouden aan Steve. Net op dat ogenblik heeft Cassie enkele foto’s genomen en ze bazuint nu rond dat Laura en Steve een koppel zijn. Steve en Eddie verzinnen een plan: Eddie zal Cassie kussen en Steve zal de foto’s verdelen met het verhaal dat Cassie Eddie kuste. |            |                              |                 |                                 |                   |  |
| 67 | 20         | Love and Kisses              | John Tracy      | Jim Geoghan                     | 28 februari 1992  |  |
| Laura en Maxine wilden naar een optreden van Johnny Grill, maar de tickets zijn uitverkocht. In een poging om Laura tot zich te winnen, boekt Steve de zanger. Echter, Steve bedenkt zich op het laatste ogenblik en is van mening dat Laura zelf moet beslissen met wie ze wil uitgaan. |            |                              |                 |                                 |                   |  |
| 68 | 21         | Stop! In the Name of Love    | John Tracy      | David W. Duclon & Gary Menteer  | 13 maart 1992     |  |
| Laura heeft enkele mislukte afspraakjes achter de rug. Ditmaal is het Waldo die van de situatie gebruik wil maken om Laura voor zich te winnen. Nadat Estelle de wagen van Carls baas aangereden heeft, ontstaat er discussie of Estelle al dan niet geschikt is om nog te rijden. |            |                              |                 |                                 |                   |  |
| 69 | 22         | The Urkel Who Came to Dinner | John Tracy      | Regina Stewart                  | 3 april 1992      |  |
| Omdat Steve zijn ouders onverwacht weg moeten, blijft hij logeren bij de familie Winslow. Tijdens het stofzuigen zuigt hij per toeval de vis van Carls baas op. Volgens Rachel vecht Ritchie op school op aanraden van Steve. Verder stuurt Steve Mark de laan uit wanneer deze laatste Laura komt ophalen voor een date. Ritchie verklaart dat Steve hem enkel zei om voor zichzelf op te komen. Estelle heeft Mark die avond opgemerkt met een ander meisje. Hij verklaarde geen vriendin te hebben en overtuigde het meisje om naar een plaats te gaan die bekend staat om de liefde te bedrijven. |            |                              |                 |                                 |                   |  |
| 70 | 23         | Robo-Nerd II                 | Richard Correll | Gary Menteer                    | 24 april 1991     |  |
| Steve heeft zijn robot aangepast zodat deze criminaliteit bestrijdt. De vrouwen des huizes Winslow hebben nieuwe shampoo besteld, maar dit product doet hun haar uitvallen. Ze willen dat de robot van Steve de oplichters opspoort. Echter, de artificiële intelligentie van Urkelbot zorgt er voor dat de robot geen politieman wil zijn, maar wel een danser. |            |                              |                 |                                 |                   |  |
| 71 | 24         | Dudes                        | Richard Correll | Fred Fox, Jr. & Jim Geoghan     | 1 mei 1992        |  |
| Steve, Eddie en Waldo nemen deel aan een lokale datingshow op televisie, ondanks het algemeen geweten is dat het betreffende programma “Dudes” seksistisch is. Steve gebruikt de show om zijn liefde aan Laura te betuigen. |            |                              |                 |                                 |                   |  |
| 72 | 25         | Farewell, My Laura           | Richard Correll | David W. Duclon & Gary Menteer  | 8 mei 1992        |  |
| In een detectiveverhaal anno 1940 gaat Steve, in de vorm van detective Johnny Danger, op zoek naar de moordenaar van Rachel. |            |                              |                 |                                 |                   |  |

## Seizoen 4
| Nr. serie | Aflevering | Titel                                   | Regisseur       | Schrijver                      | Uitzenddatum      |  |
| --- | ---------- | --------------------------------------- | --------------- | ------------------------------ | ----------------- |  |
| 73 | 1          | Surely You Joust                        | John Tracy      | Fred Fox, Jr. & Jim Geoghan    | 18 september 1992 |  |
| Carl en Steve hebben ruzie over de huisregels van de familie Winslow. Dit ontaardt in een gevecht. Omdat geen van beiden bereid is om tot een overeenkomst te komen, stelt Waldo voor om de vete uit te vechten in het televisieprogramma American Gladiators. In de laatste ronde beseft Steve dat hij zich inderdaad moet houden aan de huisregels van Carl. Carl beseft ook dat hij te hard was voor Steve. |            |                                         |                 |                                |                   |  |
| 74 | 2          | Dance to the Music                      | John Tracy      | Joseph Cvar & Gary Menteer     | 2 oktober 1992    |  |
| Laura gaat naar een schoolreünie met Ted, een populaire jongen, tot groot ongenoegen van Steve die had gehoopt dat hij haar partner zou zijn. Carl is jaloers op Harriette haar pianoleraar. |            |                                         |                 |                                |                   |  |
| 75 | 3          | Driving Carl Crazy                      | John Tracy      | Stephen Langford               | 9 oktober 1992    |  |
| Carl heeft last van een te hoge bloeddruk, maar wil niet ingaan op het advies van de dokter. Wanneer hij Steve rijles geeft, krijgt hij een lichte hartaanval en wijzigt hij op raad van Harriette zijn mening. |            |                                         |                 |                                |                   |  |
| 76 | 4          | Rumor Has It                            | Gary Menteer    | Gary M. Goodrich               | 16 oktober 1992   |  |
| Steve hoort op school dat Ted gemeenschap had met Laura. Wanneer hij Ted hiermee confronteert, wordt Steve door hem opgesloten in zijn opbergkastje. Wanneer Laura hem bevrijdt, zegt Steve wat er is gebeurd. Zij gelooft hem niet en denkt dat Steve zichzelf heeft opgesloten en het verhaal verzint om Ted in een slecht daglicht te plaatsen. Echter, niet veel later verneemt Laura via een vriendin hetzelfde verhaal. Laura schakelt de hulp in van Eddie en Steve om de bron van het verhaal te achterhalen. Ted biecht op dat zijn vriend Weasel aanspoorde dergelijk verhaal rond te bazuinen. Laura stopt de relatie met Ted. |            |                                         |                 |                                |                   |  |
| 77 | 5          | Number One with a Bullet                | Gary Menteer    | Fred Fox, Jr.                  | 23 oktober 1992   |  |
| Steve valt bewusteloos neer ten huize Winslow. Ondanks de familie Winslow initieel denkt dat het om een grap gaat, bellen ze na enige tijd toch een ziekenwagen. In het ziekenhuis stelt men vast dat Steve een appendicitis heeft. Carl denkt enkele dagen van Steve verlost te zijn, maar nadat hij tijdens zijn werk een overval heeft trachten te stoppen, wordt hij in zijn achterwerk geschoten. Daardoor belandt hij in dezelfde kamer als Steve. Tot overmaat van ramp wil een van de overvallers wraak nemen op Carl omdat de politie een van de medeplichtingen heeft kunnen arresteren. |            |                                         |                 |                                |                   |  |
| 78 | 6          | Whose Kid Is It Anyway?                 | John Tracy      | Sara V. Finney & Vida Spears   | 30 oktober 1992   |  |
| Eddie heeft Richie belooft om met hem op halloweentocht te gaan. Aangezien Eddie zelf een date heeft, vraagt hij Waldo om in zijn plaats te gaan. Wanneer Waldo ’s avonds terugkomt, heeft hij niet Richie bij, maar een zekere Tommy. Eddie, Steve en Laura trachten dit voor Rachel, Carl en Harriette te verbergen door te doen alsof de verklede Tommy in werkelijkheid Richie is. Dit gaat goed tot wanneer de moeder van Tommy aan de deur staat en ze Richie bij zich heeft. |            |                                         |                 |                                |                   |  |
| 79 | 7          | An Officer and a Waldo                  | John Tracy      | David W. Duclon                | 6 november 1992   |  |
| Na een ruzie besluit Waldo om bij de US Army Reserves te gaan. Steve en Eddie reizen Waldo achterna om hem op andere gedachten te brengen. Harriette heeft een klusjesman ingehuurd, maar deze rekent veel te veel aan ten opzichte van geleverde prestaties. |            |                                         |                 |                                |                   |  |
| 80 | 8          | Just One Date                           | Gary Menteer    | Fred Fox, Jr                   | 13 november 1992  |  |
| Steve tracht Laura te overtuigen om met hem te kamperen: op het dak van het huis van de familie Winslow. Richie is niet opgezet met de avances van Gwendolyn, een meisje dat onlangs in de buurt is komen wonen. Laatste aflevering waarin Telma Hopkins, als zijnde Rachel, tot de hoofdrolspelers behoort. |            |                                         |                 |                                |                   |  |
| 81 | 9          | The Oddest Couple                       | John Tracy      | Jim Geoghan                    | 20 november 1992  |  |
| Nadat Eddie ruzie heeft gemaakt met Carl over het feit dat hij te laat thuis was en Steve van zijn ouders geen wetenschappelijke proeven meer mag uitvoeren, besluiten de jongens om in een goedkoop appartement te gaan wonen. Al snel wordt duidelijk dat overleven moeilijk is. Wanneer Carl hen komt bezoeken, tracht Steve de plooien tussen Carl en Eddie terug goed te plooien. |            |                                         |                 |                                |                   |  |
| 92 | 10         | It's Beginning to Look a Lot Like Urkel | John Tracy      | David W. Duclon & Gary Menteer | 11 december 1992  |  |
| Tijdens het kerstshoppen breekt Steve een kristallen vaas, een cadeau dat Laura aan haar moeder wou geven. Daarop wenst ze dat Steve eens moest weten hoe het is om in haar schoenen te staan. Laura’s beschermengel verschijnt niet veel later en zegt dat haar wens uitkomt: Steve Urkel zal voor enige tijd Steve Winslow worden op voorwaarde dat Laura voor dezelfde periode Laura Urkel wordt. Laura gaat in op het aanbod, maar komt al snel tot de conclusie hoe het is om als “Urkel” te leven. Wanneer haar beschermengel later opnieuw verschijnt, wenst Laura om terug te gaan naar het moment waarop Steve de vaas liet vallen. |            |                                         |                 |                                |                   |  |
| 83 | 11         | Muskrat Love                            | John Tracy      | Regina Stewart                 | 8 januari 1993    |  |
| Eddie tracht zijn vrienden te imponeren door een meisje te versieren waarvan men denkt dat het hem nooit zal lukken. Laura tracht op haar beurt Maxine en Ted te koppelen. Harriette is kwaad op Carl: als verjaardagscadeau kreeg ze van hem sportmateriaal waardoor ze denkt dat Carl haar te dik vindt. |            |                                         |                 |                                |                   |  |
| 84 | 12         | Hot Wheels                              | John Tracy      | Regina Stewart                 | 15 januari 1993   |  |
| Carl koopt op een veiling een tweedehands politiewagen en wil deze opknappen met Eddie. Eddie wil echter samen met Waldo de auto omvormen tot een coole auto. Laura heeft een afspraak met een jongen, maar Steve zijn nieuwste uitvinding – een zeer sterke lijm – zorgt er voor dat zijn hand vast komt te zitten aan Laura’s schouder en hij noodgedwongen mee naar de afspraak moet. |            |                                         |                 |                                |                   |  |
| 85 | 13         | The Way the Ball Bounces                | Jeffrey Ganz    | Stephen Langford               | 22 januari 1993   |  |
| Eddie wordt aangesproken door een talentscout die hem aanbeveelt om zijn studies te laten ten voordele van basketbal. Harriette kan Eddie op andere gedachten brengen nadat ze een oude klasgenoot in contact gebracht heeft met Eddie. Deze werd destijds ook overhaald om sport op de eerste plaats te zetten, een keuze die hij al jaren veracht omdat hij nu zonder diploma een onderbetaalde job heeft. Een oververmoeide Laura wil toch nog verder studeren in de bibliotheek voor haar PSAT. Vandaar dat ze Steve vraagt om zich in haar kamer te verbergen als zijnde Laura. De volgende dag is Laura nog meer vermoeid en komt ze tot de conclusie dat ze toch beter was gaan slapen. Carl is razend op Steve nadat hij hem betrapt heeft in Laura’s slaapkamer. |            |                                         |                 |                                |                   |  |
| 86 | 14         | A Thought in the Dark                   | Gary Menteer    | Bob Illes 1 James R. Stein     | 29 januari 1993   |  |
| Om voor eens en altijd van Steve verlost te zijn, vraagt Laura aan Ted om Steve te koppelen aan Myra Monkhouse. Zij is een nichtje van Ted en al langer verliefd op Steve. Harriette achterhaalt dat het niet Carl, maar wel Judy was die haar jurk vernielde. Eerste aflevering met Michelle Thomas in de rol van Myra |            |                                         |                 |                                |                   |  |
| 87 | 15         | Tender Kisses                           | John Tracey     | Fred Fox, Jr & Jom Geoghan     | 5 februari 1993   |  |
| Eddie, Waldo en Weasel willen naar het uitverkocht concert van Tracie Spencer. Daarom doet Eddie zich voor als loopjongen en Weasel als meid om zo binnen te dringen in Tracies hotelkamer. Ze worden ontmaskerd door een van de veiligheidsagenten. Carl krijgt achterdocht en zou graag weten wat Harriette in haar dagboek schrijft. Hij kan Steve overtuigen om het dagboek “te lenen”. Carl is wel heel verbaasd over wat hij te lezen krijgt, alleen dat hij nog niet weet dat Harriette wist dat dit vroeg of laat zou gebeuren en een tweede vals dagboek aan Steve heeft gegeven. |            |                                         |                 |                                |                   |  |
| 88 | 16         | Heart Strings                           | John Tracey     | David W. Duclon & Gary Menteer | 12 februari 1993  |  |
| De relatie tussen Laura en Ted is over. Steve maakt hier gretig gebruik van omdat het net Valentijn is. Richie tracht er alles aan te doen om uit het oog van Gwendolyn te blijven. Carl en Harriette bekvechten omdat hij vindt dat zij zich niet correct heeft gedragen tijdens een romantisch diner. |            |                                         |                 |                                |                   |  |
| 89 | 17         | It's a Mad, Mad, Mad House              | John Tracy      | Regina Stewart                 | 19 februari 1993  |  |
| Eddie haalt tijdens de les een grap uit en wordt door zijn lerares naar de directie gestuurd. Uit vrees dat hij wordt geschorst uit het basketbalteam veinst hij dat hij uit een dysfunctionele familie komt. Wanneer de lerares dit verneemt, brengt zij een bezoek aan de familie Winslow net op het moment dat Harriette “in staking” is omdat de rest van de familieleden alles op haar laten komen. Omwille van die beslissing doen die andere familieleden ook lastig en lijkt het inderdaad over een dysfunctionele familie te gaan. Wanneer Steve tegen Carl zegt waarom de lerares op bezoek is, wordt Eddie op het matje geroepen. |            |                                         |                 |                                |                   |  |
| 90 | 18         | Higher Anxiety                          | Richard Correll | Jim Geoghan                    | 26 februari 1993  |  |
| Steve achterhaalt dat Eddies vriendin Oneshia hem bedriegt. Eddie verbreekt de relatie en heeft enorm veel liefdesverdriet. Tijdens het daaropvolgende weekend nemen Waldo en Steve hem mee naar een fuif. Wanneer Eddie buiten een luchtje gaat scheppen, vrezen Waldo en Steve dat hij van de brandladder zal springen. Daarom trachten ze hem tegen te houden, maar het gewicht van hun gedrieën is te zwaar voor de brandladder waardoor het gevaarte instort. De drie kunnen zichzelf net op tijd redden. Daarbij komt dat de ladder valt op de wagen van het andere vriendje van Oneshia. Carl heeft zijn moeder een uitbrander gegeven nadat hij vernomen heeft dat zij gaat trouwen met Fletcher.                                                                 |            |                                         |                 |                                |                   |  |
| 91 | 19         | Mama’s Wedding                          | Gary Menteer    | Sara V. Finney & Vida Spears   | 5 maart 1993      |  |
| Carl heeft zich erbij neergelegd dat zijn moeder trouwt, maar er duikt een nieuw dispuut op: hij wil een groot huwelijk terwijl zij het kleinschalig en in familieband wil houden. Daarbij komt dat Eddie en Waldo een fuif willen organiseren ten huize Winslow. Waldo schrijft echter een verkeerde datum op de uitnodiging waardoor al hun vrienden opdagen tijdens het trouwfeest ten huize Winslow. Laatste aflevering met Jaimee Foxworth als Judy Winslow |            |                                         |                 |                                |                   |  |
| 92 | 20         | Pulling Teeth                           | Gary Menteer    | David W. Duclon & Gary Menteer | 19 maart 1993     |  |
| Bij Richie staat een kindertand los. Carl tracht de tand te trekken op allerhande manieren. Uiteindelijk zet hij een plan op. Terwijl hij uitlegt hoe hij de tand bij Richie zal trekken, komt Steve binnen. Het gevolg is dat Carl zijn eigen tand uittrekt. |            |                                         |                 |                                |                   |  |
| 93 | 21         | Walk on the Wild Side                   | John Tracy      | Sara V. Finney & Vida Spears   | 26 maart 1993     |  |
| Met behulp van valse identiteitskaarten willen Laura en enkele van haar vriendinnen naar een mannelijke stripteaseclub. Steve tracht hen tegen te houden, maar wordt in de zaak aanzien als een van de strippers waardoor hij noodgedwonen een act moet uitvoeren. |            |                                         |                 |                                |                   |  |
| 94 | 22         | Hot Stuff                               | Gary Menteer    | Stephen Langord                | 30 april 1993     |  |
| Myra schakelt de hulp in van Laura hoe zij Steve voor zich kan winnen. Eddie koopt een autoradio via een vriend van Weasel. Steve denkt dat die radio gestolen is vandaar dat Eddie de hulp inschakelt van Carl. |            |                                         |                 |                                |                   |  |
| 95 | 23         | Stormy Weather                          | John Tracy      | Fred Fox, Jr                   | 7 mei 1993        |  |
| Laura gaat met Jimmy, de kanjer van de klas, naar het schoolbal. Steve gaat met Myra. Jimmy vindt dat Laura niet langer met Steve mag omgaan omdat dat slecht is voor zijn imago. Laura is het niet eens en dumpt Jimmy waar iedereen bijstaat met de woorden dat Steve iets heeft dat Jimmy nooit zal hebben: respect. Steve tracht er alles aan te doen om bij Myra niet als een nerd over te komen, maar door zijn onhandigheid schakelt hij de watersprinklers in waardoor het schoolbal afgebroken dient te worden. |            |                                         |                 |                                |                   |  |
| 96 | 24         | Buds 'n' Buns                           | John Tracy      | Jim Geoghan                    | 14 mei 1993       |  |
| Steve wil meer aandacht schenken aan zijn relatie met Myra. Laura is verbaasd dat ze Steve mist. Wanneer Steve en Myra de familie Winslow bezoeken, is hij geschokt wanneer blijkt dat Myra zeer jaloers is en Laura aanziet als een concurrente in strijd voor de affectie van Steve. Carl heeft een halftijdse job gevonden, maar Eddie wordt er ook halftijds aangenomen in een hogere positie. Dat heeft tot gevolg dat Eddie de baas is van Carl en de laatste de bevelen van zijn zoon moet opvolgen. |            |                                         |                 |                                |                   |  |

## Seizoen 5
| Nr. serie | Aflevering | Titel                           | Regisseur       | Schrijver                      | Uitzenddatum      |  |
| --- | ---------- | ------------------------------- | --------------- | ------------------------------ | ----------------- |  |
| 97 | 1          | Hell Toupee                     | John Tracy      | Regina Stewart                 | 24 september 1993 |  |
| Carl heeft het gevoel dat zijn kaalheid een minpunt is in zijn relatie met Harriette vandaar dat hij beslist een pruik te dragen. Myra bezoekt Steve op school. Zij is er nog zeker van dat Laura er alles aan doet om Steve voor zich te winnen. Dit resulteert in een voedselgevecht tijdens de lunchpauze. |            |                                 |                 |                                |                   |  |
| 98 | 2          | It Didn't Happen One Night      | Gary Menteer    | Joseph Cvar & Gary Menteer     | 1 oktober 1993    |  |
| Omdat Laura zich overslapen heeft, vraagt ze Steve om haar te rijden naar een cheerleaderwedstrijd in Cincinnati. Laura krijgt het op haar heupen omwille van de trage snelheid waarmee Steve rijdt. Wanneer ze hem eist om sneller te rijden, en Steve dit doet, valt de wagen in panne. Daarom zijn zo genoodzaakt te overnachten in een goedkoop motel. Carl vindt het vervelend dat Estelle en Fletcher elkaars liefde duidelijk tonen in het openbaar, iets wat hij met Harriette nooit zou doen. Verder dient Carl een raam te repareren dat Steve eerder brak, terwijl Harriette van mening is om een vakman in te schakelen. |            |                                 |                 |                                |                   |  |
| 99 | 3          | Saved by the Urkel              | Gary Menteer    | David W. Duclon                | 8 oktober 1993    |  |
| Carl negeert de raad van Steve om de elektriciteit uit te zetten bij het vervangen van een lamp. Als gevolg elektrocuteert Carl zich. Dankzij Steve, die kan reanimeren, overleeft Carl het incident. |            |                                 |                 |                                |                   |  |
| 100 | 4          | A Matter of Principle           | Richard Correll | Jim Geoghan                    | 15 oktober 1993   |  |
| Harriette en Carl vertellen hoe zij haar job als manager van de dienst beveiliging vier jaar geleden verloor: de directie gaf haar de opdracht een groot deel van haar medewerkers te ontslaan. Harriette wilde niemand ontslaan en gaf, op aanraden van Carl, advies aan de Vice President hoe men op een andere manier kon besparen. Dit werd niet goed onthaald. Myra gaat nu naar dezelfde school als Steve. Ze vraagt advies aan Eddie en Laura hoe ze het hart van Steve kan veroveren. |            |                                 |                 |                                |                   |  |
| 101 | 5          | Money Out the Window            | Gary Menteer    | Gary M. Goodrich               | 22 oktober 1993   |  |
| Eddie blijkt nog steeds een gokverslaving te hebben. Nu moet hij een zekere Buba Bones een grote som geld betalen. Omdat Eddie het geld niet heeft, geeft hij Buba een waardevolle, zeldzame postzegel uit Carl zijn collectie. Wanneer de "club van postzegelverzamelaars" Carl vraagt om zijn postzegel mee te brengen, is deze uiteraard zoek. Laura neemt een nachtjob aan om sneller aan geld te geraken zodat ze een auto kan kopen. Omdat ze door de dag nog andere activiteiten heeft, is ze volledig uitgeput. |            |                                 |                 |                                |                   |  |
| 102 | 6          | Best Friends                    | Gary Menteer    | Fred Fox, Jr.                  | 29 oktober 1993   |  |
| Harriette wil zich mengen in de vriendinnengroep van Laura, tot grote ergernis van deze laatste. Haar vriendinnen vinden het net leuk dat Laura een goede band heeft met haar moeder, iets wat ze zelf missen. Waldo werd nogmaals ontslagen: ditmaals als kassier in een hamburgerrestaurant. Eddie, die er ook werkt, weet dat Waldo goed kan koken waardoor deze een functie als kok krijgt. Gastoptreden van Bubba Smith |            |                                 |                 |                                |                   |  |
| 103 | 7          | Grandmama                       | Richard Correll | Jaleel White                   | 5 november 1993   |  |
| Eddie dumpt Steve als partner in een basketbalwedstrijd. Carl en Harriette kibbelen over het uur waarop Laura 's avonds thuis moet zijn. Gastoptreden van Larry Johnson |            |                                 |                 |                                |                   |  |
| 104 | 8          | Dr. Urkel and Mr. Cool          | John Tracy      | Jim Geoghan                    | 2 november 1993   |  |
| Laura is het gedrag van Steve beu en zegt dat hij zich dringend moet aanpassen. Daarop ontwikkelt Steve het serum "cool genes". Hierdoor verandert hij in Stefan Urquelle: een galante, goed uitziende rokkenjager. Laura valt al snel voor de charmes van Stefan, maar hij wordt ook uiterst populair bij andere meisjes. Nadat de arrogante, narcistische kant van Stefan naar de voorgrond is getreden, smeekt Laura om terug de oude Steve te zien. De reden: Steve mag dan irriterend zijn, hij is veel behulpzamer naar anderen toe. Daarop neemt Stefan een antidotum in waardoor hij terug Steve wordt. Laura is blij en zegt hem dat ze Stefan nooit meer wil zien. Steve zegt dat hij het serum en zijn alter ego nog wat moet aanpassen. |            |                                 |                 |                                |                   |  |
| 105 | 9          | Car Wars                        | Richard Correll | Sheila M. Anthony              | 19 november 1993  |  |
| Laura wil een wagen kopen, maar de verkoper is seksistisch. Op aanraden van Steve verkleed ze zich als man en brengt de verkoper opnieuw een bezoekje. Steve staat op het punt het liefdesleven van Eddie te verklappen nu diens ex en huidige vriendin elkaar hebben ontmoet. Gastoptreden van Stuart Pankin |            |                                 |                 |                                |                   |  |
| 106 | 10         | All the Wrong Moves             | Richard Correll | Fred Fox, Jr.                  | 26 november 1993  |  |
| Laura, Steve en Waldo gaan elk met een partner naar de drive-inbioscoop. De partner van Laura wil seks met haar, maar lijkt haar "nee" niet te willen verstaan. Myra wil seks met Steve, maar hij wil niet omdat het geen goed idee is. Myra beseft dat Steve gelijk heeft. Waldo heeft tuinstoelen meegebracht om de film buiten de auto te zien. Zijn vriendin Maxine vindt dit een beschamend idee. |            |                                 |                 |                                |                   |  |
| 107 | 11         | Christmas is Where the Heart Is | Richard Correll | Stephen Langford               | 10 december 1993  |  |
| De familie Winslow en Steve komen met oudjaar vast te zitten in een file op de autostrade. Alle inzittenden zijn gestresseerd omdat hun plannen om kerstavond te vieren in duigen dreigen te vallen. Steve herinnert de anderen er aan dat men kerst eender waar en met wie kan vieren. |            |                                 |                 |                                |                   |  |
| 108 | 12         | Scenes From a Mall              | Gary Menteer    | David W. Duclon & Gary Menteer | 17 december 1993  |  |
| Myra eist dat Steve en zij zich verloven. Hij stuurt haar weg omdat hij alleen wil zijn, waarop zij hysterisch wordt. Steve schakelt de hulp in van Laura om Myra te kalmeren. Steve verklaart aan Myra dat hij niet de bedoeling had hun relatie stop te zetten, maar wel dat zij zomaar niet een verloving kan eisen. Waldo is jaloers en van mening dat alle jongens hun ogen op Maxine richten. Eddie zijn hemel stort in nadat hij vernomen heeft dat het meisje op wie hij verliefd is, getrouwd is. Carl moet kinderoppas spelen voor Richie en Lil' G. Gastoptreden van Gary LeRoi Gray en James Avery |            |                                 |                 |                                |                   |  |
| 109 | 13         | Rock Enroll                     | John Tracy      | Sara V. Finney & Vida Spears   | 7 januari 1994    |  |
| Eddie wil zijn studies stopzetten nu Shanice een lied zingt dat door hem werd geschreven. Zij kan hem op andere gedachten brengen. Steve denkt dat iedereen zijn verjaardag is vergeten. |            |                                 |                 |                                |                   |  |
| 110 | 14         | Like a Virgin                   | Richard Correll | David W. Duclon                | 14 januari 1994   |  |
| Jerry bazuint rond over zijn laatste verovering. Steve verklapt dat Eddie nog steeds maagd is. Hierdoor wordt Eddie gepest in de kleedruimtes. Laura verklaart dat meisjes enkel met Jerry uitgaan om hem uit te lachen en er nog niemand van hen seks heeft gehad, laat staan met Jerry. De jongens beseffen dat er niets mis om als tiener nog maagd te zijn. Steve gaat raad vragen bij Estelle hoe hij Myra kan ontwijken. Zij wil zich nog steeds verloven met Steve. |            |                                 |                 |                                |                   |  |
| 111 | 15         | Good Cop, Bad Cop               | Richard Correll | Sara V. Finney & Vida Spears   | 21 januari 1994   |  |
| Wanneer Eddie nogmaals te laat thuiskomt en Carl hem straft, zegt Eddie dat hij slachtoffer was van racistische agenten. Carl gelooft zijn zoon niet. Harriette en Estelle achterhalen dat Eddie wel degelijk de waarheid sprak. Carl dient klacht in tegen de agenten. Steve neemt Richie mee naar de tandarts. |            |                                 |                 |                                |                   |  |
| 112 | 16         | Presumed Urkel                  | John Tracy      | Felicia D. Henderson           | 4 februari 1994   |  |
| Steve wordt beticht van het opzettelijk doen opblazen van het chemielokaal. Laura gaat op onderzoek en ontdekt dat klasgenoot Dexter de proef van Steve met opzet heeft gesaboteerd: Dexter is het beu dat Steve keer op keer beter is dan hem. |            |                                 |                 |                                |                   |  |
| 113 | 17         | Father of the Bride             | John Tracy      | Stephen Langford               | 11 februari 1994  |  |
| Carl wil van Steve af en stuurt hem met Laura naar de bowling. Estelle grapt dat Steve en Laura er mogelijk verliefd op elkaar worden. Carl krijgt daarop een nachtmerrie over het huwelijk van Steve en Laura en een hoop "Steve Urkel"-kleinkinderen. |            |                                 |                 |                                |                   |  |
| 114 | 18         | Psycho Twins                    | Richard Correll | Fred Fox, Jr. & Jim Geoghan    | 18 februari 1994  |  |
| Steve ontwikkelt een serum zodat agenten boeven sneller kunnen overmeesteren. Het serum wordt voorgesteld tijdens een professioneel worsteltornooi. Wanneer een van de worstelaars het goedje per ongeluk drinkt, moeten Steve en Carl als duoworstelaarteam invallen. Hun tegenstanders zijn de wereldkampioenen The Bushwhackers. |            |                                 |                 |                                |                   |  |
| 115 | 19         | That's What Friends Are For     | Richard Correll | Sheila M. Anthony              | 4 maart 1994      |  |
| Eddie krijgt een studiebeurs en kan daardoor naar de universiteit. Waldo vreest dat zijn vriendschap met Eddie daardoor voorbij is. Eddie verrast Waldo echter: hij heeft hem ingeschreven in een elite kookschool. Carl wil niet deelnemen aan een examen om luitenant te worden uit faalangst. Estelle kan hem overtuigen om toch deel te nemen, met succes. |            |                                 |                 |                                |                   |  |
| 116 | 20         | Opposites Attract               | Gary Menteer    | Felicia D. Henderson           | 18 maart 1994     |  |
| Laura wordt eindverantwoordelijke van het schoolkrantje, maar komt al snel in conflict met de andere leden van de redactie. Steve wordt overvallen en heeft sindsdien de hik, het gevolg van een traumatische gebeurtenis. |            |                                 |                 |                                |                   |  |
| 117 | 21         | A-Camping We Will Go            | Richard Correll | Stephen Langford               | 1 april 1994      |  |
| Steve gaat met Carl, Eddie en Waldo kamperen. |            |                                 |                 |                                |                   |  |
| 118 | 22         | Nunsense                        | John Tracy      | Sara V. Finney & Vida Spears   | 29 april 1994     |  |
| Myra heeft een naakttekening van Steve gemaakt. Hij vindt dat zij zijn privacy heeft overtreden. Wanneer Mayra naar een klooster gaat, denkt hij dat ze gaat intreden. Eddie en Waldo, verkleed als non, bezoeken het klooster. Ze worden er bijna gearresteerd omdat ze mannen zijn. Mayra ging enkel naar het klooster om een tante te bezoeken. Carl vindt het niet kunnen dat Harriette haar trouwring steeds te dicht bij de waterafvoer legt. |            |                                 |                 |                                |                   |  |
| 119 | 23         | Aunt Oona                       | Gary Menteer    | David W. Duclon & Gary Menteer | 6 mei 1994        |  |
| Steve zijn uiterst verlegen tante Oona uit Altoona komt op bezoek. Ze bloeit helemaal open nadat de familie Winslow haar meegenomen heeft naar een karaokewedstrijd. Eddie en Waldo willen die wedstrijd winnen om de kosten van een ongeval met een sneeuwscooter te kunnen betalen. Gastoptreden van Donna Summer |            |                                 |                 |                                |                   |  |
| 120 | 24         | Stefan Returns                  | John Tracy      | Fred Fox, Jr. & Jim Geoghan    | 20 mei 1994       |  |
| Steve, nog steeds verliefd op Laura, neemt een aangepaste versie van zijn "cool genes"serum. Hierdoor is Stefan Urquelle vriendelijker en behulpzamer. Laura is helemaal weg van Stefan, maar wanneer zij hem haar liefde betuigt, is het serum uitgewerkt. |            |                                 |                 |                                |                   |  |

## Seizoen 6
| Nr. serie | Aflevering | Titel                               | Regisseur       | Schrijver                    | Uitzenddatum      |  |
| --- | ---------- | ----------------------------------- | --------------- | ---------------------------- | ----------------- |  |
| 121 | 1          | To Be or Not to Be, Part 1          | John Tracy      | Jim Geoghan                  | 23 september 1994 |  |
| Carl heeft last van zijn zicht, maar wil niet naar de oogarts. Steve heeft zijn transformatiekamer zo aangepast zodat hij vanaf nu een perfecte "Stefan Urquelle" is. Carl vraagt om de machine te gebruiken om zijn zicht terug in orde te krijgen. Myra, die denkt dat "Stefan" in de machine is, knoeit met de knoppen. Het resultaat is dat er een "Carl Urkel" uit de machine stapt. |            |                                     |                 |                              |                   |  |
| 122 | 2          | To Be or Not to Be, Part 2          | John Tracy      | Fred Fox, Jr.                | 30 september 1994 |  |
| Na enkele dagen heeft Stefan Urquelle, die het briljante brein van Steve heeft behouden maar op een "lager" pitje, de machine gemaakt en kan Carl terug de oude worden. Stefan heeft een afspraakje met Laura. Daar zegt hij dat hij tijdelijk terug "Steve" moet worden. Laura wil dit niet, maar Stefan verklaart dat hij zichzelf moet "opladen" om Stefan te blijven. |            |                                     |                 |                              |                   |  |
| 123 | 3          | Till Death Do Us Apartment          | Richard Correll | Sheila M. Anthony            | 7 oktober 1994    |  |
| Eddie en Waldo verhuizen naar een appartement. Eddie brengt twee meisjes naar huis terwijl Maxine op bezoek is. Dit leidt tot een relatiebreuk tussen haar en Waldo. De meisjes gaan op stap met Waldo omdat ze vinden dat Eddie te narcistisch en egocentrisch is. Steve tracht "zoon" te zijn voor Carl omdat hij weet dat Carl Eddie mist. Carl wil dit niet tot wanneer hij realiseert waarom Steve dit doet. |            |                                     |                 |                              |                   |  |
| 124 | 4          | The Looney Bin                      | Richard Correll | Felicia D. Henderson         | 14 oktober 1994   |  |
| Carl, Steve en meneer Looney komen vast te zitten in een oude schuilkelder van de school. Tot frustratie van Carl zingt meneer Looney allerhande muziekgenerieken. Steve maakt Carl duidelijk dat hij best meedoet omdat dit de tijd sneller zal doen verdrijven. Ondertussen is Eddie op zoek naar hulp om het drietal te bevrijden. Harriette vindt een nieuwe job: op de klachtendienst van een kledingwinkel. Gastoptreden van Tom Poston |            |                                     |                 |                              |                   |  |
| 125 | 5          | Beta Chi Guy                        | Richard Correll | Jim Geoghan                  | 21 oktober 1994   |  |
| Eddie wil lid worden van een studentenvereniging, maar moet daarvoor Steve voor schut zetten. Laura maakt Eddie duidelijk dat dit niet door de beugel kan. Carl plaatst een order bij een teleshop waar men gekochte items binnen dertig dagen kan terugsturen zonder te betalen. Richie en Lil' G komen dat laatste te weten en bestellen allerhande speelgoed, niet wetende dat het speelgoed ongehavend terug moet om aan de voorwaarden te voldoen. |            |                                     |                 |                              |                   |  |
| 126 | 6          | Dark and Stormy Night               | John Tracy      | Fred Fox, Jr. & Jim Geoghan  | 28 oktober 1994   |  |
| Omwille van het stormweer kan Richie niet deelnemen aan de halloweentocht. Steve, Waldo en de familie Winslow vertellen hem een 19e-eeuws griezelverhaal waarin de Hertog van Urkel het opneemt tegen de vampierenfamilie Von Winslow. |            |                                     |                 |                              |                   |  |
| 127 | 7          | Par For the Course                  | Richard Correll | Gary M. Goodrich             | 4 november 1994   |  |
| De baas van Carl, Savage, neemt hem en Urkel mee voor een partijtje golf. Harriette en Laura hebben ruzie. Omdat Laura te laat thuis was, haalde Harriette haar op in het bijzijn van al haar vrienden. Maxine vindt dat Laura blij moest zijn: haar eigen ouders zaten minder met haar welzijn in. Gastoptreden van Sherman Hemsley |            |                                     |                 |                              |                   |  |
| 128 | 8          | Sink or Swim                        | Richard Correll | Fred Fox, Jr.                | 11 november 1994  |  |
| Steve vreest geen uitmuntendheid te halen op school omdat hij watervrees heeft. Daardoor kan en durft hij niet zwemmen. Hij overwint zijn angst nadat Laura – zogezegd – gedreigd heeft te verdrinken in het zwembad. Richie wil lid worden van het hockeyteam, maar Rachel kan enkel de uitrusting kopen wanneer ze haar dure jurk terug inlevert. In de winkel blijkt er een gat in de jurk te zitten. |            |                                     |                 |                              |                   |  |
| 129 | 9          | Paradise Bluff                      | John Tracy      | Sara V. Finney & Vida Spears | 16 november 1994  |  |
| Myra gaat met Steve uit. Zij stelt hem voor een ultimatum: of ze verloven zich nu of hun relatie is over. Steve zegt dat hij nog steeds van Laura houdt. Wanneer ze niet veel later betrokken raken in een ongeval – en denken dit niet te overleven – gaat Steve akkoord met Myra, maar komt later op deze beslissing terug. Harriette geeft Carl een magazine met daarin een artikel over barbecuerecepten. Carl leest echter de andere bladzijde: een quiz over hoe goed de echtgenoot scoort. Carl denkt dat Harriette deze test, dewelke een lage uitkomst heeft, heeft ingevuld. Harriette verklaart later dat ze het tijdschrift meebracht van de kapper en iemand anders die quiz invulde. |            |                                     |                 |                              |                   |  |
| 130 | 10         | Flying Blind                        | Kelly Sandefur  | Stephen Langford             | 25 november 1994  |  |
| Carl en Steve nemen een chartervlucht. De piloot, Tony The Farret, is een crimineel die enkele jaren eerder door Carl werd opgepakt. Tony wil nu wraak en springt met een parachute uit het vliegtuig. Steve en Carl moeten nu het vliegtuig veilig aan de grond zien te krijgen. |            |                                     |                 |                              |                   |  |
| 131 | 11         | Miracle on Elm Street               | Richard Correll | Fred Fox, Jr. & Jim Geoghan  | 16 december 1994  |  |
| Richie brengt met kerstavond een dakloze man mee. De familie is hier niet mee opgezet tot wanneer Richie hen er op attent maakt waarvoor kerst dient. Eddie heeft een lappenpop uit Laura's kinderjaren weggesmeten. Zij is daardoor verdrietig. Steve gaat naar de vuilnisbelt om de pop te zoeken. Gastoptreden van Art Evans |            |                                     |                 |                              |                   |  |
| 132 | 12         | Midterm Crisis                      | Joel Zwick      | Stephen Langford             | 6 januari 1995    |  |
| Waldo heeft een cake gebakken als onderdeel van zijn examens. De cake wordt echter opgegeten door Eddie en Steve. Zij trachten nu een nieuwe cake te maken, maar kennen niets van bakken. Carl achterhaalt dat de vriendin van zijn baas, Savage, een stripper is. |            |                                     |                 |                              |                   |  |
| 133 | 13         | An Unlikely Match                   | John Tracy      | Sara V. Finney & Vida Spears | 20 januari 1995   |  |
| Andre, een pester van Steve, heeft leukemie. Wanneer Steve dit te weten komt, laat hij het verleden voor wat het is en start een geldinzamelactie op. Andre is opgetogen en zweert Steve nooit meer te zullen pesten. Harriette wil nieuwe meubelen. Carl vindt deze te duur en koopt tweedehandsspullen op een koopdag. Harriette vindt de meubelen niet geschikt en Carl moet toegeven dat hun oude beter waren waardoor ze deze terug in de woonkamer plaatsen. Gastoptreden van Lamont Bentley |            |                                     |                 |                              |                   |  |
| 134 | 14         | The Substitute Son                  | Richard Correll | Reginald VelJohnson          | 3 februari 1995   |  |
| Eddie maakt geen tijd meer vrij voor zijn vader, vandaar dat Carl Waldo nu aanspreekt voor allerhande zaken. Wanneer Eddie verneemt dat zij naar een wedstrijd van de Chicago Bulls zijn gegaan, is hij jaloers en kwaad. Harriette en Estelle vinden dat dit Eddie zijn eigen schuld is. Steve wordt afgetuigd door enkele pesters. Hij past zijn machine aan zodat hij een "Bruce Lee Urkel" wordt. |            |                                     |                 |                              |                   |  |
| 135 | 15         | The Gun                             | John Tracy      | Joseph Cvar & Gary Menteer   | 10 februari 1995  |  |
| Toni Procopio en de rest van haar bende tuigen Laura af. De bende wordt opgepakt, maar komt niet veel later terug vrij. Toni dreigt nu om Laura te vermoorden als zij nogmaals tegen hen getuigt. Een doodsbange Laura wil nu een wapen kopen ter zelfverdediging. Steve raadt haar deze koop af. Dan schiet Toni een van haar bendeleden neer omdat zij haar schoenen niet aan Toni wou geven. |            |                                     |                 |                              |                   |  |
| 136 | 16         | Wedding Bell Blues                  | Richard Correll | Sheila M. Anthony            | 17 februari 1995  |  |
| Meneer Looney wil zelfmoord plegen nu zijn aanstaande hem voor het altaar heeft laten staan en is gaan lopen met haar voormalige vriend. Steve en Carl trachten hem deze gedachten uit zijn hoofd te praten. Laura mag van haar ouders niet naar een concert van Seal in Toronto terwijl Eddie op reis is naar Canada met vier personen die Carl noch Harriette ooit hebben gezien. Laura haalt haar slag en mag naar het concert. |            |                                     |                 |                              |                   |  |
| 137 | 17         | Ain't Nothing but an Urkel          | Kelly Sandefur  | Stephen Langford             | 24 februari 1995  |  |
| Steve demonstreert zijn transformatiekamer aan een docent van het Massachusetts Institute of Technology in de hoop een toelating te krijgen om er te mogen studeren. Door een fout verandert hij niet in een Albert Einstein, maar in een Elvis Presley. Carl en Harriette helpen een jong koppel met hun relatieproblemen en zeggen dat er in elk huwelijk problemen zijn. Daarbij sommen ze hun eigen huwelijksproblemen op als voorbeelden. |            |                                     |                 |                              |                   |  |
| 138 | 18         | My Uncle, the Hero                  | John Tracy      | Gary M. Goodrich             | 3 maart 1995      |  |
| Carl moet op het politiebureau een rondleiding geven aan de klas van Richie. Steve en Laura plannen in het geheim een verrassingsverjaardagsfeestje voor Myra. Myra, die hun geheimzinnig gedrag wantrouwt, verpest zo haar eigen feestje tot wanneer Waldo haar duidelijk maakt dat ze te achterdochtig is. |            |                                     |                 |                              |                   |  |
| 139 | 19         | My Bodyguard                        | John Tracy      | Felicia D. Henderson         | 17 maart 1995     |  |
| Steve verijdelt een overval door de boef per toeval buiten westen te slaan. Nu wordt hij bedreigd waardoor de korpschef van de politie beslist dat Carl zijn bodyguard wordt. Eddie heeft een nieuwe vriendin: Greta. Zij blijkt echter de dochter te zijn van zijn huisbaas. Deze laatste wil niet dat zijn dochter met Eddie uitgaat. Greta zegt haar vader haar gedacht waardoor ze toch toelating krijgt. |            |                                     |                 |                              |                   |  |
| 140 | 20         | Cheers Looking at You, Kid          | John Tracy      | Bob Illes & James R. Stein   | 24 maart 1995     |  |
| Steve heeft Laura zitten te bespieden tijdens een cheerleaderbijeenkomst in Omaha in Nebraska. Zo weet hij dat Laura een nieuwe vriend heeft. Steve is er zeker van dat hij slechte bedoelingen met haar heeft. Waldo tracht Maxine, die ook op die bijeenkomst is, te verrassen: hij stuurt zichzelf in een grote kist op. Omdat hij zich van thuis niet durft op te sturen, laat hij zich ophalen bij de Winslows. Echter, omdat zijn geschrift onleesbaar is, wordt de kist terug afgeleverd op het afzendadres en verschijnt er plots een erotisch getinte Waldo . |            |                                     |                 |                              |                   |  |
| 141 | 21         | What's Up Doc?                      | Richard Correll | Fred Fox, Jr. & Jim Geoghan  | 31 maart 1995     |  |
| De familie Winslow gaat op consultatie bij een psychiater betreffende hun ergernissen over Steve Urkel. Enkel Harriette vindt dat haar familieleden overdrijven: Steve heeft veel goeds gedaan voor de familie, ondanks zijn klunzigheid. Hierbij geeft ze heel wat voorbeelden waarop Eddie en Laura hun moeder gelijk moeten geven. |            |                                     |                 |                              |                   |  |
| 142 | 22         | We're Going to Disney World, Part 1 | Richard Correll | Jim Geoghan                  | 28 april 1995     |  |
| Steve zit in de halve finale van een wetenschapswedstrijd dewelke plaatsvindt in Walt Disney World Resort. Hij wil winnen met zijn transformatiemachine. Hij neemt de familie Winslow met zich mee. Eenmaal daar gebruikt Steve de transformatiekamer en wordt ze Stefan Urquel. Laura maakt de machine onklaar waardoor de jury genoodzaakt is om te wachten op de reparatiestukken. Daardoor kan zij de drie daaropvolgende dagen romantisch omgaan met Stefan. Stefan vraagt Laura ten huwelijk. Zo'n 17000 kilometer verder krijst Myra omdat ze voelt dat er iets mis is. Eddie en Waldo doen de tocht naar het pretpark met de auto, maar aangezien Waldo geen kaart kan lezen, belanden ze aan de grens van Canada. |            |                                     |                 |                              |                   |  |
| 143 | 23         | We're Going to Disney World, Part 2 | Richard Correll | Fred Fox Jr.                 | 5 mei 1995        |  |
| Myra komt aan in Walt Disney World en haar hart is verscheurd nu Stefan en Laura verloofd zijn. Laura krijgt medelijden en vraagt Stefan om terug Steve te worden. Daarbij biecht ze op dat ze de machine opzettellijk onklaar maakte. Carl weegt af om met zijn familie te verhuizen naar Orlando. Eddy en Waldo nemen een liftster mee. Zij steelt de auto. |            |                                     |                 |                              |                   |  |
| 144 | 24         | They Shoot Urkels, Don't They?      | John Tracy      | Stephen Langford             | 12 mei 1995       |  |
| Steve en Carl nemen deel aan een dansmarathon georganiseerd door Estelle en Fletcher. De twee zijn zo competitief dat ze de hele nacht dansen tot wanneer een van hen uiteindelijk opgeeft. Harriette en Myra zijn de wedstrijd beu en vertrekken. |            |                                     |                 |                              |                   |  |
| 145 | 25         | Home Sweet Home                     | John Tracy      | Sara V. Finney & Vida Spears | 19 mei 1995       |  |
| De vader van Steve heeft een microscopische camera uitgevonden dewelke in de hersenen schade kan opsporen. De gehele familie staat nu op het punt om naar Rusland te vertrekken. Omdat Steve niet naar Rusland wil, tracht hij bij Carl en Harriette in te trekken. Carl overhaalt Eddie op zijn beurt om Steve in zijn appartement te nemen. Nadat Waldo Steves termietenhuis heeft laten vallen, blijkt dat de insecten genetisch gemanipuleerd zijn en alles opeten wat ze vinden. Daardoor is het appartement binnen de kortste keren vernield en moet Eddie terug intrek nemen in het huis van zijn ouders. Steve zal dus naar Rusland moeten en neemt afscheid van de familie Winslow, tot grote opluchting van Carl. Wanneer Eddie eenzelfde techniek bij Carl gebruikt, krijgt deze laatste wroeging en neemt Steve alsnog in huis. |            |                                     |                 |                              |                   |  |

## Seizoen 7
| Nr. serie | Aflevering | Titel                     | Regisseur       | Schrijver                      | Uitzenddatum      |  |
| --- | ---------- | ------------------------- | --------------- | ------------------------------ | ----------------- |  |
| 146 | 1          | Little Big Guy            | Richard Correll | Fred Rubin                     | 22 september 1995 |  |
| Steve zijn transformatiekamer is op hol geslagen. Daardoor zijn Steve en Carl gekrompen tot zo'n zes centimeter en moeten ze samenwerken om te ontkomen aan allerlei gevaren zoals vallend fruit en hongerige katten. |            |                           |                 |                                |                   |  |
| 147 | 2          | The Naked and the Nerdy   | Richard Correll | Stephen Langford               | 29 september 1995 |  |
| Steve en Laura zien elkaar ongewild naakt en schamen zich sindsdien. Eddie helpt hen door te zeggen dat hij ooit zijn ouders naakt zag. Carl houdt een diamanten broche in bewaring. Deze is van zijn buurman Larry en dient als cadeau voor zijn vrouw. Harriette vindt de broche en denkt dat dit haar huwelijksverjaardagsgeschenk is. Gastoptreden van Spencer Garrett |            |                           |                 |                                |                   |  |
| 148 | 3          | Bugged                    | Richard Correll | Fred Fox, Jr.                  | 13 oktober 1995   |  |
| Steve fantaseert over een meisje dat hij ontmoette in een online chatroom. Hij vreest dat deze fantasie zijn relatie met Myra zal interfereren, dus vraagt hij Laura om advies. Op vraag van Harriette nodigt Carl diens baas Nick Neidermeyer uit voor een pokeravond. Nick is zeer onbeschoft tegenover Carl. Harriette verliest haar geduld en zegt Nick dat ze zijn gedrag niet tolereert. Hij ontslaat haar ter plaatse. Echter, Nick wist nog niet dat hij die dag werd gedepromoveerd naar een andere afdeling en geen baas meer is. Carl en Harriette nemen wraak op hem door een slagroomtaart in zijn gezicht te gooien en hem aan de deur te zetten. Gastoptreden van Amy Hunter en Ron Orbach                                             |            |                           |                 |                                |                   |  |
| 149 | 4          | Teacher's Pet             | Richard Correll | Stephen Langford               | 20 oktober 1995   |  |
| Steve wordt gevraagd om een zieke leraar Engels te vervangen. De leerlingen spotten met hem en drijven hem tot het punt waarop hij wil opgeven. Dan keert hij terug als Stefan Urquelle dewelke de klas onmiddellijk onder controle krijgt. Carl en Harriette hebben een dispuut over huishoudelijke taken. Er wordt beslist om een poetshulp te zoeken. Er komen twee kandidaten: een man en een vrouw. Omdat Carl de vrouw wil en Harriette de man – enkel en alleen omdat ze sexy zijn – komen ze niet tot een consensus en beslissen om geen beroep te doen op hulp maar om de taken onder hun getweeën te verdelen. |            |                           |                 |                                |                   |  |
| 150 | 5          | Walking My Baby Back Home | Richard Correll | Gary M. Goodrich               | 27 oktober 1995   |  |
| Eddie brengt zijn vriendin Greta te laat naar huis waardoor zij van haar vader Eddie een maand lang niet mag zien. Eddie gebruikt daarom Steve als tussenpersoon: Steve moet haar ophalen en tot bij Eddie brengen. Echter, een lekke band gooit roet in het eten waardoor Greta nogmaals te laat thuis is. Haar vader is woedend op Steve waarop Eddie bekent dat hij achter de list zat. Daarom wordt hij op zijn werk ontslagen. Estelle krijgt controle van de belastingdienst. Carl tracht Estelle te helpen, maar daardoor komt hij bij de controleur zelf in problemen. |            |                           |                 |                                |                   |  |
| 151 | 6          | She's Back                | Joel Zwick      | Jim Geoghan                    | 3 november 1995   |  |
| Steve gaat onverwacht naar Rusland tot groot jolijt van de familie Winslow. Echter, Myra daagt op. Zij heeft haar zinnen ondertussen volledig op Eddie staan, maar moet Greta zien te passeren. |            |                           |                 |                                |                   |  |
| 152 | 7          | Hot Rods to Heck          | Joel Zwick      | Fred Fox, Jr.                  | 10 november 1995  |  |
| Laura heeft een nieuw vriendje: straatracer Curtis Williams. Om indruk te maken, daagt Steve Curtis uit voor een wedstrijd. Steve wint de race ondanks hij bijna zwaar verwond geraakte. |            |                           |                 |                                |                   |  |
| 153 | 8          | Talk's Cheap              | Richard Correll | Fred Fox, Jr. & Jim Geoghan    | 17 november 1995  |  |
| Steve, Myrtle en Stefan Urquelle nemen elk apart deel aan een praatprogramma over relaties. Ook Waldo doet mee en, in tegenstelling tot zijn normale gedrag, zegt zinnige dingen. Harriette denkt dat Carl meer interesse heeft in het nieuwsbericht dan in haar. Carl zegt dat hij enkel kijkt uit verveling omdat ook hij denkt dat Harriette meer interesse heeft in haar hobby's. |            |                           |                 |                                |                   |  |
| 154 | 9          | Struck By Lightning       | Joel Zwick      | Jim Geoghan                    | 24 november 1995  |  |
| Laura en Myra solliciteren naar dezelfde job. Laura krijgt de job omdat ze eerlijk is tegenover de klanten daar waar Myra mensen opzadelt met allerlei onnodige kledij dat later terug wordt ingewisseld. Voor ongekende reden wordt Steve regelmatig getroffen door de bliksem. Hij achterhaalt dat zijn lichaam een ongewone hoeveelheid ijzer heeft opgeslagen ten gevolge van het veelvuldig gebruik van de transformatiekamer. |            |                           |                 |                                |                   |  |
| 155 | 10         | Best Years of Our Lives   | Joel Zwick      | Sara V. Finney & Vida Spears   | 8 december 1995   |  |
| Steve moet een optocht organiseren. Hoewel er wantrouwen is tussen de nerd en zijn klasgenoten wordt de optocht een succes en leert iedereen elkaar beter kennen. |            |                           |                 |                                |                   |  |
| 156 | 11         | Fa La La La Laagghh!      | Richard Correll | Meg DeLoatch                   | 15 december 1995  |  |
| Carl verbiedt Steve om diens waanzinnige kerstverlichting te hangen aan de buitenkant van het huis. Tijdens de daaropvolgende pokeravond verneemt Carl dat er dit jaar een grote geldprijs te winnen valt die gaat naar het huis met de beste kerstverlichting. Carl houdt dit geheim voor zichzelf, maar Steve krijgt ook weet over de wedstrijd. Hij verdenkt Carl er van dat deze al langer over de wedstrijd wist en maakt hem uit voor een gulzige leugenaar in plaats van iemand die kinderen gelukkig wil maken. Harriette wil dat Eddie en Laura helpen met de kerstvoorbereidingen, maar zij hebben geen interesse. Een ontzette Harriette stopt met het bakken van de jaarlijkse kerstkoekjes waardoor Eddie en Laura zich schuldig voelen. |            |                           |                 |                                |                   |  |
| 157 | 12         | Friendship Cycles         | Joel Zwick      | Sheila M. Anthony              | 5 januari 1996    |  |
| Steve blijkt niet te kunnen fietsen waarop Carl hem lessen geeft. |            |                           |                 |                                |                   |  |
| 158 | 13         | South of the Border       | Richard Correll | Joseph Cvar & Gary Menteer     | 12 januari 1996   |  |
| Waldo is op reis naar een niet nader genoemd land dat zich op een eiland bevindt. Daar belandt hij in de gevangenis. Eddie, Steve en Carl reizen hem achterna om de borg te betalen. Echter, Carl wil de 10 000 dollar borg niet betalen. Nadat Steve heeft gepraat met de lokale overheid, blijkt het niet over Amerikaanse dollar te gaan, maar over lokale valuta ter waarde van 30 Amerikaanse dollar. Harriette heeft een blind date georganiseerd voor Laura: een student geologie. Laura wil niet omdat ze denkt dat de jongen een even grote nerd is als Steve gezien heel wat overeenkomsten. |            |                           |                 |                                |                   |  |
| 159 | 14         | Life in the Fast Lane     | Joel Zwick      | Gregory Thomas Garcia          | 26 januari 1996   |  |
| Laura neemt dieetpillen. De pillen geraken verwisseld met de vitamine C-pillen van Steve. Omwille van een overdosis dieetpillen geraakt Steve in een stupor. |            |                           |                 |                                |                   |  |
| 160 | 15         | Random Acts of Science    | Richard Correll | David W. Duclon & Gary Menteer | 2 februari 1996   |  |
| Wanneer een uitvinding van Steve weer misloopt, eist Carl dat alle uitvindingen moeten worden opgeborgen in een depot. Tijdens de verhuis worden ze overvallen door een straatbende. Steve zorgt ervoor dat hij en Carl worden opgesloten in de transformatiekamer waardoor ze veranderen in "Bruce Lee"-figuren. Laura overweegt een neuspiercing. |            |                           |                 |                                |                   |  |
| 161 | 16         | Tips for a Better Life    | Joel Zwick      | David W. Duclon & Gary Menteer | 9 februari 1996   |  |
| Een uitvinding van Steve zorgt er voor dat de vloer van de slaapkamer van Carl en Harriette wordt verwoest. Om de gemoederen te bedaren – en uit vrees om door Carl uit het huis te worden gezet – gebruikt Steve de transformatiekamer om Stefan Urquelle te worden. Hij neemt daarbij ook een job aan bij Cafe Java om zo de kosten terug te kunnen betalen. Eddie komt nogmaals dronken thuis van een studentenfuif en mag daardoor van Carl het huis niet meer binnen. Ook bij Waldo is hij ongewenst omdat hij in een dronken bui Waldo vernederde. Eddie past zijn levensstijl aan en beslist om de drank te laten. Het komt daardoor terug goed tussen hem, Waldo en Carl.                                                                     |            |                           |                 |                                |                   |  |
| 162 | 17         | Swine Lake                | Joel Zwick      | Stephen Langford               | 16 februari 1996  |  |
| Eddie en Waldo nemen basketballessen en nemen later deel aan een wedstrijd. Maxine komt niet opdagen, maar Myrtle wel. Curtis denkt dat Harriette de grootmoeder is van Laura vandaar dat Harriette zich zeer jeugdig begint de kleden. |            |                           |                 |                                |                   |  |
| 163 | 18         | My Big Brother            | Richard Correll | Fred Rubin                     | 23 februari 1996  |  |
| Steve neemt een straatjongen, met een tong als een rad, onder zijn hoede. Wanneer hij verneemt dat 3J niet kan lezen, geeft Steve hem lessen. 3J wil dit in eerste instantie niet omdat hij zijn vorige hoeders steeds heeft teleurgesteld. Carl achterhaalt dat Harriette een geheime rekening heeft, niet wetende dat zij spaart voor een verrassing voor hem. |            |                           |                 |                                |                   |  |
| 164 | 19         | Eau de love               | Richard Correll | Fred Rubin                     | 8 maart 1996      |  |
| Steve strooit per toeval zijn "Woo Woo Juice", een liefdespoeder, over zich. Daardoor wordt Laura verliefd op hem. Steve weet dat het effect slechts een week werkt en zal er dus alles aan moeten doen zodat Laura daarna nog steeds op hem verliefd is. Daarnaast moet hij er op letten dat Myra de geur niet opneemt of achterhaalt dat Laura nu verliefd op hem is. Carl en Harriette hebben een tweede huwelijksreis geboekt. Echter, de vliegmaatschappij is bankroet en er is een sneeuwstorm. |            |                           |                 |                                |                   |  |
| 165 | 20         | Twinkle Toes Faldo        | Joel Zwick      | Felicia D. Henderson           | 15 maart 1996     |  |
| Waldo neemt lessen tapdans. Daardoor krijgt hij plots een beter inzicht in een partij basketbal met 3 spelers en 3 tegenspelers. Laura wil naar de Harvard-universiteit, maar Carl kan het inschrijvingsgeld niet betalen. Wanneer Laura zich dit realiseert, beslist ze om naar een andere school te gaan. |            |                           |                 |                                |                   |  |
| 166 | 21         | Scammed                   | Richard Correll | Gary M. Goodrich               | 29 maart 1996     |  |
| Eddie en Waldo worden op straat aangesproken door een man die hen leidt naar een exclusieve sportbar waar de Chicago Bulls regelmatig komen. Het blijkt echter een louche zaak te zijn en Eddie en Waldo krijgen een rekening die ze niet kunnen betalen. Eddie moet geld aan zijn vader vragen, maar wil de waarheid niet zeggen. Carl is slim genoeg en komt via Steve achter de waarheid. De eigenaar en de medewerkers van de sportbar worden gearresteerd. Myra plaatst een gezichtsmasker bij Laura, maar aanziet Steve zijn superlijm als een huidcrème. |            |                           |                 |                                |                   |  |
| 167 | 22         | Dream Date                | Joel Zwick      | Fred Fox, Jr. & Jim Geoghan    | 26 april 1996     |  |
| Het is het jaarlijkse schoolbal. Curtis kan niet komen omdat zijn grootmoeder is overleden en Myra werd ziek. Daardoor gaan Steve en Laura samen naar het bal. Harriette is in alle staten wanneer blijkt dat hun nieuwe buurman haar voormalige baas Nick Neidermeyer is. |            |                           |                 |                                |                   |  |
| 168 | 23         | A Ham Is Born             | Joel Zwick      | Gregory Thomas Garcia          | 10 mei 1996       |  |
| Carl neemt een tweede job aan als beveiligingsagent in een filmstudio. Hij krijgt plots de hoofdrol aangeboden. Er is echter een moreel dilemma: hij moet een passionele kus geven aan zijn adembenemende vrouwelijke hoofdrolspeelster en vreest dat hij daardoor verliefd op haar zal worden. Steve helpt Ritchie met een wetenschapsproject. Gastoptreden van Garcelle Beauvais |            |                           |                 |                                |                   |  |
| 169 | 24         | Send In the Clone         | Richard Correll | David W. Duclon & Gary Menteer | 17 mei 1996       |  |
| Steve heeft een kloonmachine gemaakt dat werkelijk alles kan klonen, inclusief zichzelf. Dat laatste gebeurt dan ook. Wanneer Laura de twee Urkels ontmoet is ze in alle staten en verwijt ze Steve dat hij een monster heeft gecreëerd. De echte Steve denkt dat er geen oplossing is, maar Laura bedenkt een plan: de tweede Urkel moet in de transformatiekamer een permanente Stefan Urquelle worden. Zo heeft zij haar Stefan terug en kan Steve zijn relatie met Myra verderzetten. |            |                           |                 |                                |                   |  |

## Seizoen 8
| Nr. serie | Aflevering | Titel                          | Regisseur       | Schrijver                          | Uitzenddatum      |  |
| --- | ---------- | ------------------------------ | --------------- | ---------------------------------- | ----------------- |  |
| 170 | 1          | Paris Vacation, Part 1"        | Richard Correll | Fred Fox, Jr                       | 20 september 1996 |  |
| Steve heeft een teleportatiemachine, de Urk-Pad, waarmee hij en de familie Winslow naar Parijs reizen. Eddie moet er in een restaurant werken omdat hij anders naar de gevangenis moet. Stefan en Laura worden modellen. Steve wordt verleid door Nicole wier echte vriend, Philippe, de Urk-Pad wil stelen. |            |                                |                 |                                    |                   |  |
| 171 | 2          | Paris Vacation, Part 2         | Richard Correll | Jim Geoghan                        | 20 september 1996 |  |
| Stefan en Laura nemen deel aan een modeshow. Nicole en Philippe hebben Steve ontvoerd en willen dat hij een nieuwe Urk-Pad maakt. |            |                                |                 |                                    |                   |  |
| 172 | 3          | Paris Vacation, Part 3         | Richard Correll | Fred Fox, Jr. & Jim Geoghan        | 27 september 1996 |  |
| Steve verneemt dat hij wordt gedood eens de machine klaar is. Hij wordt gered door Steve, maar worden achtervolgd door Philippe. Philippe gooit Steve van de Eiffeltoren. Carl activeert vanop de grond de Urk-Pad zodat Steve wordt getransporteerd naar Chicago voordat hij te pletter valt. Stefan beslist om in Parijs te blijven als fotomodel. |            |                                |                 |                                    |                   |  |
| 173 | 4          | Movin' On                      | Richard Correll | Gregory Thomas Garcia & Fred Rubin | 4 oktober 1996    |  |
| Steve gaat naar "The Boston Institue of Tecnology", ver verwijderd van Chicago. De familie Winslow is in eerste instantie blij tot wanneer ze vernemen dat Steve heimwee heeft. Laura en Myra huren samen een appartement, maar kunnen niet goed met elkaar overweg. |            |                                |                 |                                    |                   |  |
| 174 | 5          | 3J in the House                | Richard Correll | Meg DeLoatch                       | 11 oktober 1996   |  |
| 3J verschuilt zich op de zolder van de familie Winslow omdat hij vreest dat hij naar een ander weeshuis moet. Harriette tracht Carl te overtuigen om de jongen te adopteren. |            |                                |                 |                                    |                   |  |
| 175 | 6          | Getting Buff                   | Richard Correll | Stephen Langford                   | 18 oktober 1996   |  |
| Eddie heeft ruzie met zijn vriendin betreffende haar modellenwerk. Steve ziet Greta naakt. Neidermeyer neemt de voetbal van Richie en 3J af. |            |                                |                 |                                    |                   |  |
| 176 | 7          | Stevil                         | Richard Correll | Gregory Thomas Garcia & Fred Rubin | 25 oktober 1996   |  |
| Een buikspreekpop, die op Steve gelijkt, komt tot leven en terroriseert de familie Winslow. |            |                                |                 |                                    |                   |  |
| 177 | 8          | Karate Kids                    | Richard Correll | Joseph Cvar & Gary Menteer         | 1 november 1996   |  |
| The Piranhas, een straatbende, intimideert Richie en 3J omdat ze in het park spelen. De bende wil die locatie gebruiken om drugs te verkopen. Steve komt tussenbeide, maar wordt afgetuigd. Steve gebruikt een van zijn uitvindingen en zo wordt hij Steve Bruce Lee. Neidermeyer schuift uit ten huize Winslow en daagt hen voor de rechtbank omdat hij nu in een rolstoel zit. Het bedrog komt uit na een vals brandalarm. Gastoptreden van New Edition |            |                                |                 |                                    |                   |  |
| 178 | 9          | Home Again                     | Richard Correll | Stephen Langford & Jaleel White    | 8 november 1996   |  |
| Stefan komt terug uit Parijs. Carl en Harriette willen tijd voor zichzelf, maar worden constant gestoord door Richie en 3J. |            |                                |                 |                                    |                   |  |
| 179 | 10         | Nightmare at Urkel Oaks        | Kelly Sandefur  | Gary M. Goodrich                   | 15 november 1996  |  |
| Eddie heeft een nachtmerrie waarin hij moet trouwen met Myrtle. Hij weigert totdat haar vader hem 10 miljoen dollar aanbiedt. Harriette wil dat Carl op dieet gaat. |            |                                |                 |                                    |                   |  |
| 180 | 11         | Chick-a-Boom                   | Joel Zwick      | Fred Rubin                         | 22 november 1996  |  |
| Carl wil zijn baas, commissaris Geiss, imponeren met een groot banket. Myrtle stelt voor om gevulde kip te maken, maar aanziet Steve zijn minivuurwerk als peper. De kip ontploft tijdens het diner. 3J en Richie zoeken een manier om aan geld te geraken zodat ze naar de bioscoop kunnen. Gastoptreden van Dick O'Neill |            |                                |                 |                                    |                   |  |
| 181 | 12         | The Jury                       | Joel Zwick      | Gregory Thomas Garcia              | 6 december 1996   |  |
| Steve en Carl zitten in de jury van een rechtszaak over een overval in een winkelcentrum. Steve is de enige die van mening is dat het bewijsmateriaal is vervalst en de verkeerde persoon wordt beschuldigd. Hij achterhaalt dat het hoofd van de beveiligingsdienst de echte dader is. 3J vreest dat Carl en Harriette de adoptie stoppen en dat hij terug naar het weeshuis moet. |            |                                |                 |                                    |                   |  |
| 182 | 13         | It Came Upon a Midnight Clear  | Gregg Heschong  | Meg DeLoatch & Gary M. Goodrich    | 13 december 1996  |  |
| Steve en Carl trekken de bossen van Wisconsin in om een kerstboom te zoeken. Ze geraken echter verdwaald, maar dankzij Steve zijn kennis van astronomie vinden ze de weg terug. Laura moet kiezen tussen Stefan en Curtis. |            |                                |                 |                                    |                   |  |
| 183 | 14         | Revenge of the Nerd            | Gregg Heschong  | Jim Geoghan                        | 3 januari 1997    |  |
| Laura wil lid worden van een studentenvereniging totdat ze verneemt dat de leden Steve steeds belachelijk maken. Carl beseft dat zijn relatie met Neidermeyer een slechte invloed is voor de kinderen, dus hij wil hun ruzie voor eens en altijd bijleggen. Steve verbreekt zijn relatie met Myra omdat zij te veeleisend is. Hij gaat een nieuwe relatie aan met Allison, maar komt al snel tot de conclusie dat Myra een betere partij was. Gastoptreden van Sanaa Lathan |            |                                |                 |                                    |                   |  |
| 184 | 15         | Love Triangle                  | Richard Correll | David W. Duclon & Gary Menteer     | 17 januari 1997   |  |
| Nu de relatie tussen Waldo en Maxine over is, spoort Laura hem aan om met andere vrouwen uit te gaan. Hun verbazing is groot wanneer Maxine een relatie heeft met Curtis. Dit leidt tot een ruzie tussen Laura en Maxine. Carl vindt dat Estelle Richie en 3J te hard verwent wanneer ze op hen moet babysitten. |            |                                |                 |                                    |                   |  |
| 185 | 16         | Father Time                    | Richard Correll | David W. Duclon & Gary Menteer     | 31 januari 1997   |  |
| Steve en Carl gaan met een tijdmachine terug in de tijd. Hoewel Steve waarschuwt niets te wijzigen in het verleden, laat Carl aan zichzelf een nota om te investeren in aandelen die veel geld zullen opbrengen. Eenmaal terug in het heden blijkt dat Carl de rijkste mens ter wereld is met een vermogen van 247 miljard dollar. Echter: hij heeft Estelle en Harriette nooit echt geknuffeld en hij blijkt in een scheiding te zitten. Verder heeft hij geen kinderen. Carl gaat terug naar Steve om nogmaals naar het verleden te reizen om zijn actie ongedaan te maken. Terug in het heden is alles terug normaal. Carl vindt zichzelf nu de rijkste man van de wereld: niet omwille van het geld, maar wel omwille van zijn familie. |            |                                |                 |                                    |                   |  |
| 186 | 17         | Beauty and the Beast           | Richard Correll | Meg DeLoatch & Gary M. Goodrich    | 7 februari 1997   |  |
| De vrouwen nemen deel aan een schoonheidswedstrijd. |            |                                |                 |                                    |                   |  |
| 187 | 18         | Le Jour d'amour                | Richard Correll | Stephen Langford                   | 14 februari 1997  |  |
| Steve vertelt drie valentijnsverhalen. - Richie en 3J zijn verliefd op hetzelfde meisje - Eddie komt zijn ex Oneisha tegen in het bijzijn van Greta. - Harriette verwijt Carl dat hij elk jaar hetzelfde Valentijnscadeau koopt. Vandaar dat Carl nu zelf koekjes bakt, bloemen koopt en een eigen valentijnskaart ontwerpt. Gastoptreden van Kyla Pratt |            |                                |                 |                                    |                   |  |
| 188 | 19         | What Do You Know?              | Richard Correll | Fred Fox, Jr. & Jim Geoghan        | 28 februari 1997  |  |
| Eddie vraagt Steve om in zijn plaats deel te nemen aan een televisiequiz. Hij weigert. Daarom gebruikt Eddie de transformatiemachine en wordt hij Eddie Urkel. Dan blijkt dat Steve zich ook had ingeschreven voor dezelfde quiz en een tegenstander is van Eddie. Laura en Maxine willen naar een optreden van Blackstreet en Dr Dre, maar dat blijkt op dezelfde avond te zijn waarop Laura met haar vader had afgesproken. Maxine beslist om zich op te offeren en geeft haar ticket aan Carl zodat hij met Laura naar het concert kan. |            |                                |                 |                                    |                   |  |
| 189 | 20         | Odd Man In                     | Joel Zwick      | Fred Fox, Jr.                      | 14 maart 1997     |  |
| Eddie wil naar een bikinifotoshoot en vraagt daarom aan Steve om in zijn plaats te gaan werken. Echter, Steve zijn onhandigheid leidt tot het ontslag van Eddie. Eddie verwijt Steve dat hij zijn job is verloren, maar Laura maakt hem erop attent dat het zijn eigen fout is. |            |                                |                 |                                    |                   |  |
| 190 | 21         | Flirting With Disaster         | Richard Correll | Darius McCrary                     | 28 maart 1997     |  |
| De familiale verzekering van Carl is enorm gestegen. De oorzaak is de onhandigheid van Steve die constant zaken vernielt. Daarom beslist de jongen om alleen te gaan wonen. Carl kan de makelaar overtuigen dat Steve in een aanpalend appartementsgebouw woont. Eddie ontmoet een oudere vrouw en liegt over zijn eigen leeftijd. |            |                                |                 |                                    |                   |  |
| 191 | 22         | Pound Foolish                  | Jason Bateman   | Stephen Langford & Fred Rubin      | 25 april 1997     |  |
| Steve zijn tante Oona uit Altoona komt op bezoek. Zij wil afvallen vandaar dat Steve een vermageringsmachine maakt. Ondanks de machine werkt, komt tante Oona op korte tijd terug enorm bij. Gastoptreden van Donna Summer |            |                                |                 |                                    |                   |  |
| 192 | 23         | The Brother Who Came to Dinner | Richard Correll | Reginald VelJohnson                | 2 mei 1997        |  |
| Carls vervreemde broer Frank komt op bezoek met de melding dat hij in de problemen zit en wellicht naar de gevangenis moet. Steve vernielt de laptop van Laura. Hij en Eddie willen nu 3000 dollar winnen tijdens een bokswedstrijd op de kermis. Steve vindt een machine uit, Butterball, waardoor Eddie een bokstalent wordt. Echter, de machine overhit waardoor Eddie toch knock-out wordt geslagen. Steve gebruikt daarop de machine en wint de wedstrijd. Gastoptreden van Ted Lange |            |                                |                 |                                    |                   |  |
| 193 | 24         | A Pirate's Life for Me         | Joel Zwick      | Fred Fox, Jr. & Jim Geoghan        | 9 mei 1997        |  |
| Steve en Carl gebruiken de tijdmachine om te gaan varen op een 18e-eeuws schip. Ze belanden echter op een piratenschip. Carl wordt aangeduid als nieuwe kapitein. Steve laat zijn tijdmachine overboord vallen. Gelukkig is er in het heden nog een tweede tijdmachine waarmee Myra hen komt redden. De crew vindt dat Carl en Steve muiterij plegen waarop er een zwaardgevecht start. Carl en Steve verliezen en moeten nu vanop een plank in het water springen. Dankzij de tweede tijdmachine geraken ze terug thuis. |            |                                |                 |                                    |                   |  |

## Seizoen 9
| Nr. serie | Aflevering | Titel                               | Regisseur       | Schrijver                                 | Uitzenddatum      |  |
| --- | ---------- | ----------------------------------- | --------------- | ----------------------------------------- | ----------------- |  |
| 194 | 1          | Out With the Old                    | Joel Zwick      | David W. Duclon & Gary Menteer            | 19 september 1997 |  |
| Steve beslist dat hij een nieuwe look nodig heeft, gelijkend op dat van Stefan Urquelle. Zo tracht hij het hart van Laura te winnen. Voor haar komt dat goed uit: ze heeft namelijk knappe jongens nodig die per opbod worden "verkocht" om de koper te kussen. De opbrengst gaat naar het goede doel. Zo spendeert Myrtle 5000$ om Eddie te kunnen kussen. Omdat niemand wil bieden op Steve brengt Laura uiteindelijk een bod uit. De kus doet haar meer dan ze zelf verwachtte. Carl maakt zich druk nu Harriette na een promotie meer verdient dan hem. Daarom neemt Carl een tweede job aan, maar daardoor mist hij zijn eigen verrassingsverjaardagsfeestje.                   |            |                                     |                 |                                           |                   |  |
| 195 | 2          | They Shoot Ducks, Don't They?       | Joel Zwick      | Jim Geoghan                               | 26 september 1997 |  |
| Carl, Steve en commissaris Geis gaan op eendenjacht, maar Steve verbiedt de twee anderen om de eenden dood te schieten. Laura "leent" de diamanten oorbellen van haar moeder, maar een oorbel gaat verloren. Myra verneemt dat Steve een andere look heeft aangenomen en eist dat hij zich terug kleedt zoals voorheen omdat ze dat sexier vindt. |            |                                     |                 |                                           |                   |  |
| 196 | 3          | Dumb Belle of the Ball              | Joel Zwick      | Fred Fox, Jr.                             | 3 oktober 1997    |  |
| Myrtle belandt in het ziekenhuis nadat ze Eddie had trachten te redden van een aanrijding met een auto. Eddie belooft haar mee te nemen naar een glorieus bal. Carl wil niet dat Laura in een weinig verhullende jurk uitgaat. |            |                                     |                 |                                           |                   |  |
| 197 | 4          | Drinking and Jiving                 | Joel Zwick      | Gary M. Goodrich                          | 10 oktober 1997   |  |
| Laura en Maxine gaan naar een studentenfuif waar Laura voor het eerst dronken wordt. Steve brengt hen naar huis. Uit dank geeft Laura hem een dikke, lange tongzoen. De volgende dag zegt ze tegen Steve dat ze zich niets van die kus herinnert, terwijl ze tegen Maxine het tegenovergestelde zegt. Carl en Harriette plannen elk in het geheim iets voor hun huwelijksverjaardag. Wanneer ze dit van elkaar te weten komen, eist Carl dat ze zijn planning volgen terwijl Harriette dat van haar wil. Eddie kan het dispuut oplossen door de twee voorstellen te verwerken tot een.                                                                                               |            |                                     |                 |                                           |                   |  |
| 198 | 5          | Who's Afraid of the Big Black Book? | Joel Zwick      | Stephen Langford & Laura M. Stein         | 17 oktober 1997   |  |
| Eddie en Laura halen enkele geintjes met elkaar uit. Zo stuurt hij Rick, een ex-vriendje van Laura, naar Laura en Stefan. Laura stuurt daarop alle voormalige ex-vriendinnen van Eddie naar zijn verjaardagsfeestje. Carl is boos omdat commissaris Geis zijn eigen zoon heeft gepromoveerd terwijl Carl een betere kandidaat was. Nadat Carl een gevecht op leven en dood heeft weten op te lossen, geeft de zoon toe niet klaar te zijn voor deze functie waardoor Carl deze alsnog krijgt. |            |                                     |                 |                                           |                   |  |
| 199 | 6          | A Mind is a Terrible Thing to Read  | Joel Zwick      | Timothy Stack                             | 24 oktober 1997   |  |
| Steve test een uitvinding op zich uit waardoor zijn geheugen beter zou presteren. Dit leidt ertoe dat hij gedachten kan lezen, maar dat stuit op wantrouwen van de familie Winslow omdat hij hun privacy schendt. Nadat hij beslist heeft om deze gave niet meer te gebruiken, kan hij tijdelijk niets meer onthouden. Carl wordt leider bij de scouts. |            |                                     |                 |                                           |                   |  |
| 200 | 7          | Stevil II: This Time He's Not Alone | Richard Correll | Jim Geoghan                               | 31 oktober 1997   |  |
| Carl droomt over Stevil en Carlsbad, respectievelijk buiksprekerspoppen die op Steve en Carl lijken. |            |                                     |                 |                                           |                   |  |
| 201 | 8          | Trading Places                      | John Tracy      | Fred Fox, Jr.                             | 7 november 1997   |  |
| Stefan en Steve wisselen van identiteit. Laura, die initieel in de verwisseling intrapt, vindt dat de jongens zich kinderachtig hebben gedragen. Eddie maakt voor huiswerk een video over het werk van zijn vader. |            |                                     |                 |                                           |                   |  |
| 202 | 9          | A Pain in Harassment                | Joel Zwick      | Beverly D. Hunter & Meg DeLoatch          | 14 november 1997  |  |
| Harriette krijgt een nieuwe baas, Mr. Benner, die zijn personeel uitscheldt omdat hij vindt dat ze dan beter presteren. Vandaar dat Harriette ontslag neemt. Het gedrag van Mr. Benner zorgt er uiteindelijk voor dat hij wordt ontslagen. Harriette komt terug in dienst als hoofd van de verkoopafdeling. Steve wint 1 miljoen Amerikaanse dollar tijdens de pauze van een basketbalwedstrijd, maar verliest het geld nadat hij het scorebord aan diggelen geslagen heeft met een basketbal. Gastrol van Mark Linn-Baker als Mr. Benner |            |                                     |                 |                                           |                   |  |
| 203 | 10         | Original Gangsta Dawg               | John Tracy      | Meg DeLoatch                              | 5 december 1997   |  |
| Net wanneer Steve op bezoek is bij een oom, komt zijn neef Cornelius Eugene Urkel de familie Winslow een bezoek brengen, maar behandelt hen zonder respect. Eugene, een gangster beter gekend onder de naam Original Gangsta Dawg – afgekort OGD – is op de vlucht voor de gangster Fresh Squeeze omdat hij hem 4000 Amerikaanse dollar schuldig is. Uiteindelijk moet Eugene beroep doen op Carl om uit de problemen te komen. Steve en Stefan bellen met OGD dat hij zijn gedrag drastisch moet aanpassen. Carl zorgt ervoor dat Fresh Squeeze in de gevangenis belandt. |            |                                     |                 |                                           |                   |  |
| 204 | 11         | Deck the Malls                      | Gary Menteer    | Stephen Langford                          | 19 december 1997  |  |
| Steve en de familie Winslow hebben een tijdelijke bijbaan aangenomen in het winkelcentrum. Steve en Myra pakken de cadeaus in, Carl wordt een kerstman en Laura een elf. Richie is verdrietig omdat zijn moeder met kerst niet aanwezig kan zijn. De familie is verbaasd wanneer Eddie op kerstochtend niet thuis is, niet wetende dat hij naar Detroit is gereden om Rachel op te halen. Laatste aflevering met Jo Marie Payton als Harriette Winslow, Bryton James als Richie en Telma Hopkins als Rachel Baines Crawford en Rosetta LeNoire als Estelle Winslow. |            |                                     |                 |                                           |                   |  |
| 205 | 12         | Grill of My Dreams                  | Gary Menteer    | Michael Dawson & Ron Geiger               | 9 januari 1998    |  |
| Steve neemt een job bij als teppanyakikok in een Japans restaurant. Laura en Maxine zijn zijn eerste proefkonijnen. Omdat commissaris Geisner op vakantie is, moet Carl op diens papegaai André letten. Door een uitspraak van Carl zegt de papegaai nu constant "Geinser is een idoot", dus tracht hij dit de papegaai af te leren. Wanneer Geisner thuiskomt, zegt hij tegen Carl dat zijn vrouw Blanche hem die specifieke zin heeft aangeleerd. Hij vertrouwt Carl toe dat "Blanche een vervelende meid is". De pagegaai heeft dit echter gehoord en zegt nu enkel deze zin nog.                                                                                                 |            |                                     |                 |                                           |                   |  |
| 206 | 13         | Breaking Up Is Hard to Do           | Richard Correll | Gary M. Goodrich                          | 16 januari 1998   |  |
| Steve wil het uitmaken met Myra nu Laura meer interesse in hem krijgt en het feit dat Myra zijn nieuwe look haat. Hij is verbaasd dat Myra het die avond zelf uitmaakt. Echter, het was een list van haar om te controleren of Steve nog iets voor Laura voelt. Wanneer Myra niet veel later Steve en Laura ziet kussen, roept ze hem op het matje omwille van zijn overspel. Steve is het beu en zegt tegen Myra dat het tussen hen definitief uit is en dat ze voorgoed uit zijn leven moet verdwijnen. Eddie beslist om te stoppen met zijn studies en wil politieman worden. |            |                                     |                 |                                           |                   |  |
| 207 | 14         | Crazy For You                       | Richard Correll | Jim Geoghan                               | 23 januari 1998   |  |
| Myra tracht wraak te nemen op Steve. Zonder zijn weten plaatst ze een kleine camera op zijn bril zodat ze hem en Laura te allen tijde kan bespieden. Daarvoor schakelt ze de hulp in van Stefan. Stefan realiseert dat Myra gek is en blaast het plan af. Tijdens zijn stage moet Eddie schietlessen volgen, iets wat hij duidelijk te graag doet. Om hem te doen inzien dat hij niet op alles mag schieten, plaatst Carl enkele kartonnen borden met de figuur van Laura in de schietstand. Daardoor realiseert Eddie dat hij zijn geweer onder controle moet houden om geen onschuldige slachtoffers te maken. Eerste aflevering met Judyann Elder in de rol van Harriette Winslow |            |                                     |                 |                                           |                   |  |
| 208 | 15         | Crazier For You                     | Richard Correll | Fred Fox, Jr.                             | 30 januari 1998   |  |
| Steve achterhaalt dat Myra een camera op zijn bril stak en dat ze zich nu als Laura begint de kleden. Laura wordt gearresteerd omdat ze een dure horloge van Myra stal. Echter, Steve kan bewijzen dat Myra dit alles heeft opgezet. Harriette achterhaalt dat haar verlovingsring in werkelijkheid bedoeld was voor een ex van Carl. |            |                                     |                 |                                           |                   |  |
| 209 | 16         | Whose Man Is It Anyway?             | Richard Correll | Meg DeLoatch                              | 5 juni 1998       |  |
| Myrtle, nog steeds verliefd op Eddie, daagt Greta uit voor een bokspartij. 3J begint vragen te stellen over zijn biologische moeder. Carl vindt haar, maar zij wil niet dat 3J zijn werkelijke achtergrond kent. |            |                                     |                 |                                           |                   |  |
| 210 | 17         | Polkapalooza                        | Joel Zwick      | Stephen Langford & Saundra Stein-Langford | 12 juni 1998      |  |
| Ondanks Laura polkamuziek haat, gaat ze toch met Steve mee naar zulk festival. Tot haar verbazing amuseert ze er zich en beseft ze dat Steve misschien toch wel de man van haar leven is. Wanneer Steve tijdens een romantische dans haar nogmaals zegt dat hij van haar houdt, antwoordt zij: "Ik hou ook van jou." Eddie en Greta verhuizen naar een appartement en zegt zijn vader dat hij steeds welkom is. Echter, Carl is nu constant bij hem waardoor Eddie nooit alleen is met Greta. Wanneer Carl dit beseft, laat hij weten dat hij in de toekomst vooraf zal bellen met de vraag of een bezoek past.                                                                      |            |                                     |                 |                                           |                   |  |
| 211 | 18         | Throw Urkel from the Train          | Joel Zwick      | Michael Dawson & Ron Geiger               | 19 juni 1998      |  |
| Carl en Steve gaan met de trein naar Washington DC. Carl heeft spijt dat hij vijf jaar eerder een jobaanbod heeft geweigerd waardoor hij daar nu zou wonen, maar Steve kan hem overhalen dat zijn keuze destijds misschien wel de beste was. Laura vertrouwt de nieuwe vriend van Maxine, D'Andre, niet. Wanneer D'Andre Maxine vraagt om een pakje te leveren, kunnen Laura en Eddie D'Andre ontmaskeren als zijnde een drugssmokkelaar Gastoptreden van Kristoff St. John als D'Andre |            |                                     |                 |                                           |                   |  |
| 212 | 19         | Don't Make Me Over                  | Joel Zwick      | Beverly D. Hunter & Meg DeLoatch          | 26 juni 1998      |  |
| Myrtle wil een totale make-over in de hoop dat Eddie verliefd op haar zal worden en schakelt de hulp in van Laura en Maxine. Omdat dit niet het gewenste effect heeft, richt ze haar pijlen op iemand andesr. Eddie beseft dat hij haar wel zal missen en vraagt haar wat hij zou moeten doen nu zij voorgoed vertrekt. Zij antwoordt met een beroemde zin uit Gone with the Wind: "Frankly Dear, I don't give a damn" (Eerlijk gezegd liefste: het kan me niet schelen.) Carl moet naar een masseuse. Omdat hij vreest dat Harriette jaloers is, zegt hij dat de masseuse een dikke, lelijke dame is.                                                                               |            |                                     |                 |                                           |                   |  |
| 213 | 20         | Pop Goes the Question               | Joel Zwick      | David W. Duclon & Gary Menteer            | 3 juli 1998       |  |
| Zowel Steve als Stefan vragen Laura ten huwelijk. Via flashbacks tracht Laura een keuze te maken. Steve denkt dat Stefan zal "winnen" en beslist om naar zijn ouders in Rusland te verhuizen. Net wanneer hij wil vertrekken, houdt Laura hem tegen. Ze zegt dat ze niet zonder hem kan leven en gaat in op zijn aanzoek. |            |                                     |                 |                                           |                   |  |
| 214 | 21         | Lost in Space, Part 1               | Joel Zwick      | Gary M. Goodrich & Timothy Stack          | 10 juli 1998      |  |
| NASA koopt een patent op een uitvinding van Steve. Daardoor wordt Steve een astronaut en wordt hij met enkele anderen de ruimte ingeschoten. Er loopt iets mis waardoor het ruimtetuig dreigt te crashen tegen een meteoriet. Harriette is bezorgd over het werk van haar zoon en tracht zijn overste te overhalen hem enkel in te schakelen om parkeerboetes uit te delen. Myra gebruikt de media en doet zich voor als Steves verloofde. Stefaan wil dat Myra hiermee stopt. Tijdens dit bezoek beseffen ze dat ze verliefd zijn op elkaar. |            |                                     |                 |                                           |                   |  |
| 215 | 22         | Lost in Space, Part 2               | Joel Zwick      | Gary M. Goodrich & Timothy Stack          | 17 juli 1998      |  |
| Steve en de astronauten landen veilig op aarde. Eddie wordt neergeschoten tijdens het uitschrijven van een parkeerboete, maar overleeft dankzij een kogelvrije vest die hij eerder van zijn vader kreeg. Door dit incident ziet Harriette in dat het beroep van een agent sowieso gevaarlijk is waardoor ze Eddies overste opnieuw aanspreekt om haar eerder verzoek ongedaan te doen maken. Steve zegt tegen Laura "dat ze bij elke aanblik mooier wordt". Laura beantwoordt dat ze hem enkel wil kussen op voorwaarde dat hij belooft nooit meer de ruimte in te gaan. Hij antwoordt: "enkel wanneer we kussen".                                                                   |            |                                     |                 |                                           |                   |  |